# Michael Faraday

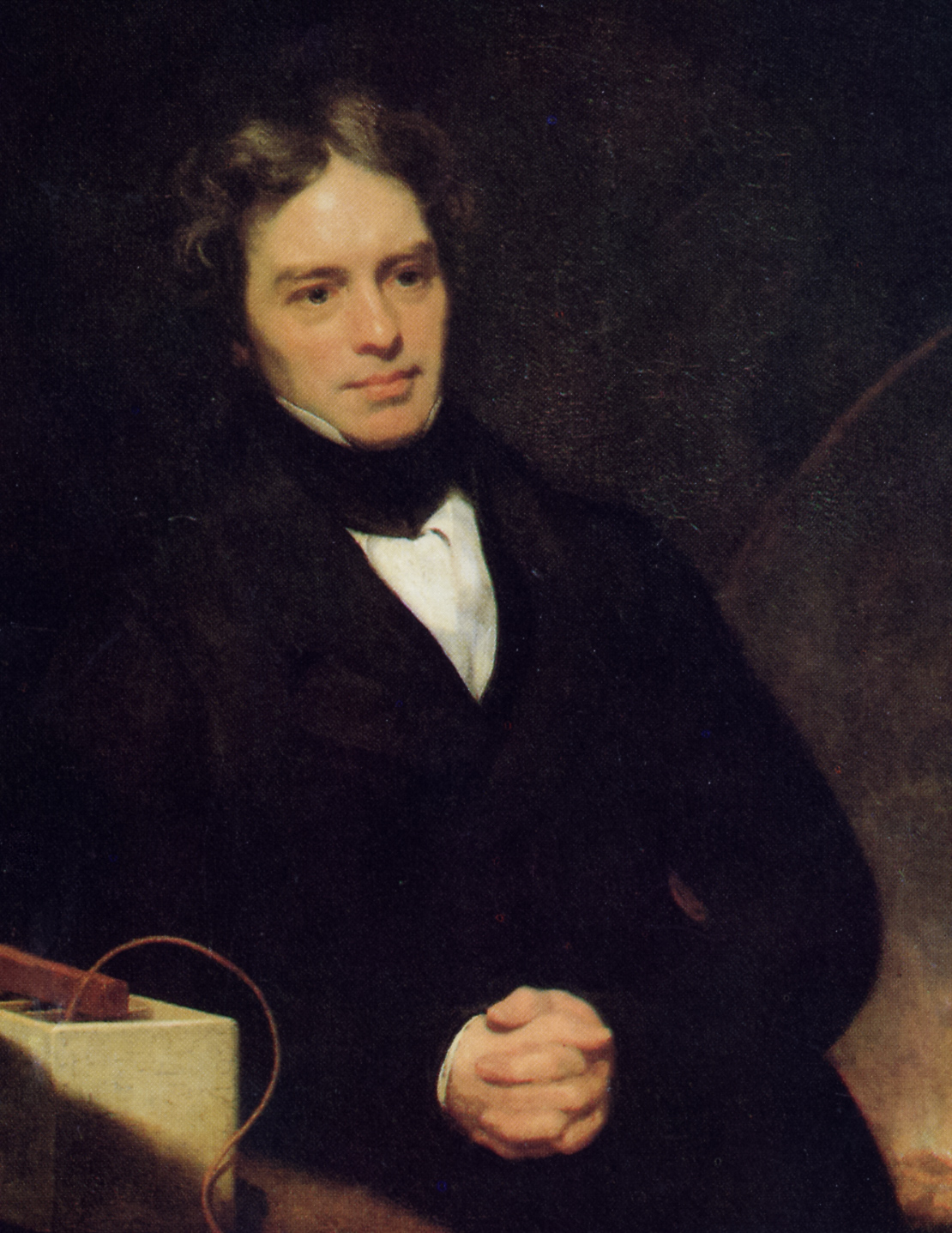
Michael Faraday, Ölgemälde von Thomas Phillips, etwa 1841/42

Michael Faraday [ˈmaɪkəl ˈfærədeɪ] (* 22. September 1791 in Newington, Surrey; † 25. August 1867 in Hampton Court Green, Middlesex) war ein englischer Naturforscher, der als einer der bedeutendsten Experimentalphysiker gilt. Faradays Entdeckungen der „elektromagnetischen Rotation“ und der elektromagnetischen Induktion legten den Grundstein zur Herausbildung der Elektroindustrie. Seine anschaulichen Deutungen des magnetooptischen Effekts und des Diamagnetismus mittels Kraftlinien und Feldern führten zur Entwicklung der Theorie des Elektromagnetismus. Bereits um 1820 galt Faraday als führender chemischer Analytiker Großbritanniens. Er entdeckte eine Reihe von neuen Kohlenwasserstoffen, darunter Benzol und Buten, und formulierte die Grundgesetze der Elektrolyse.
Aufgewachsen in einfachen Verhältnissen und ausgebildet als Buchbinder, fand der von der Naturforschung begeisterte Faraday eine Anstellung als Laborgehilfe von Humphry Davy an der Royal Institution, die zu seiner wichtigsten Wirkungsstätte wurde. Im Labor der Royal Institution führte er seine wegbereitenden elektromagnetischen Experimente durch, in ihrem Hörsaal trug er mit seinen Weihnachtsvorlesungen dazu bei, neue wissenschaftliche Erkenntnisse zu verbreiten. 1833 wurde Faraday zum ersten Fuller-Professor für Chemie ernannt. Faraday führte etwa 30.000 Experimente durch und veröffentlichte 450 wissenschaftliche Artikel. Die wichtigsten seiner Publikationen zum Elektromagnetismus fasste er in seinen Experimental Researches in Electricity (Experimental-Untersuchungen über Elektrizität) zusammen. Sein populärstes Werk Chemical History of a Candle (Naturgeschichte einer Kerze) war die Mitschrift einer seiner Weihnachtsvorlesungen.
Im Auftrag des britischen Staates bildete Faraday mehr als zwanzig Jahre lang die Kadetten der Royal Military Academy in Woolwich in Chemie aus. Er arbeitete für eine Vielzahl von Behörden und öffentlichen Einrichtungen, beispielsweise für die Schifffahrtsbehörde Trinity House, das British Museum, das Home Office und das Board of Trade.
Faraday gehörte zu den Anhängern einer kleinen christlichen Minderheit, den Sandemanianern, an deren religiösem Leben er aktiv teilnahm.

## Leben und Wirken

### Herkunft und Ausbildung

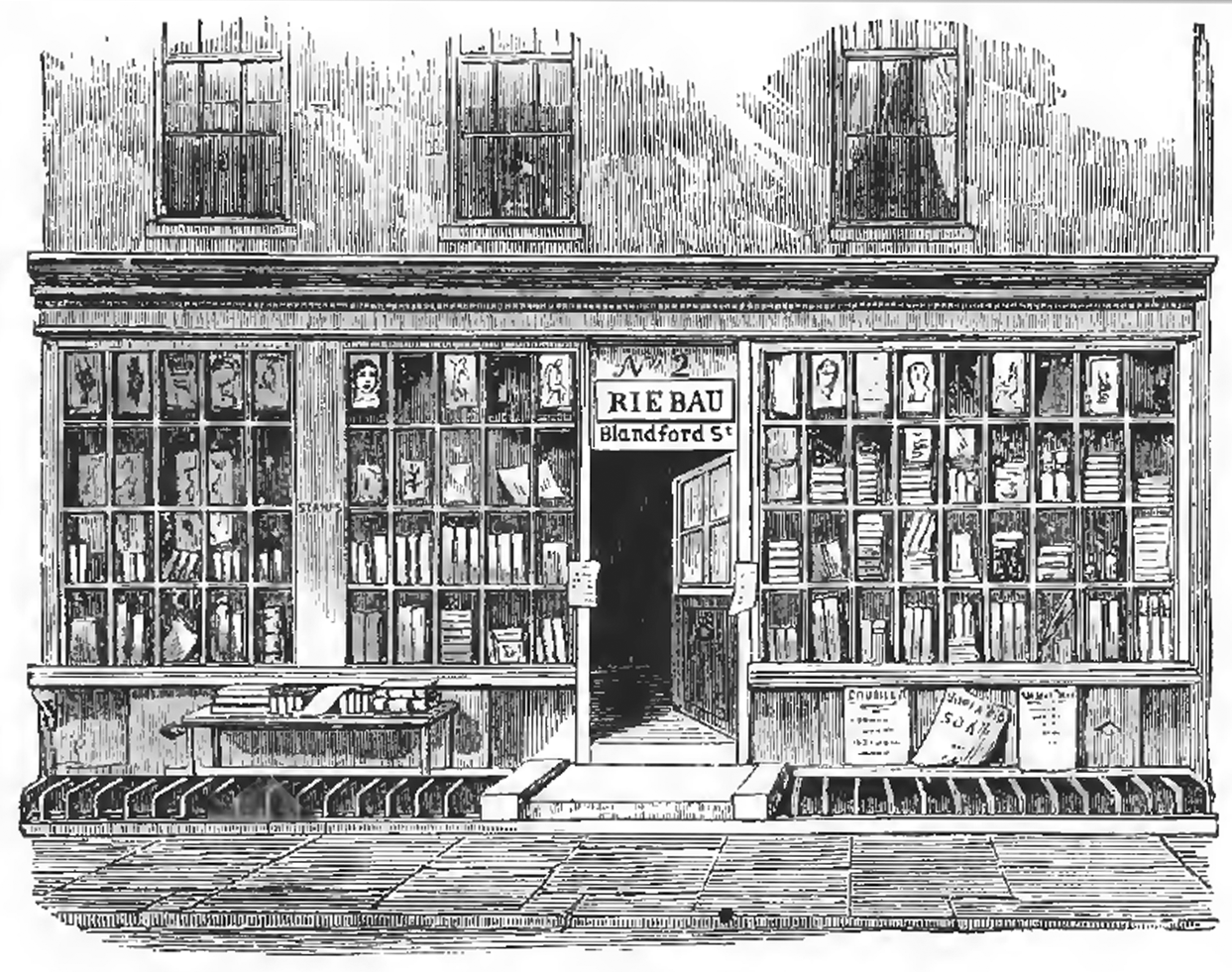
Der Laden von George Riebau, in dem Michael Faraday seine siebenjährige Buchbinderlehre absolvierte

Michael Faraday wurde am 22. September 1791 in Newington in der Grafschaft Surrey, das heute zum London Borough of Southwark gehört, geboren. Er war das dritte von vier Kindern des Schmieds James Faraday (1761–1810) und dessen Frau Margaret (geborene Hastwell, 1764–1838), einer Bauerntochter. Bis Anfang 1791 lebten seine Eltern mit seinen beiden älteren Geschwistern Elizabeth (1787–1847) und Robert (1788–1846) im kleinen Dorf Outhgill in der damaligen Grafschaft Westmorland im Nordwesten Englands (heute Cumbria). Als die Auswirkungen der Französischen Revolution zu einem Rückgang des Handels führten und die Familie von Armut bedroht war, beschloss sie, in die unmittelbare Nähe von London zu ziehen. Faradays Vater fand Arbeit beim Eisenwarenhändler James Boyd im Londoner Stadtteil West End. Die Familie zog kurz darauf in die Gilbert Street und etwa fünf Jahre später in die Jacob’s Well Mews. Dort wurde Faradays jüngere Schwester Margaret (1802–1862) geboren.
Bis zu seinem zwölften Lebensjahr besuchte Faraday eine einfache Tagesschule, wo ihm die Grundlagen des Lesens, Schreibens und Rechnens beigebracht wurden. 1804 fand er eine Anstellung als Laufbursche beim hugenottischen Auswanderer George Riebau, der in der Blanford Street einen Buchladen betrieb. Eine von Faradays Aufgaben bestand darin, am Morgen die Zeitung zu Riebaus Kunden zu bringen, sie im Laufe des Tages wieder abzuholen und zu weiteren Kunden zu tragen. Nach etwa einem Jahr als Laufbursche unterzeichnete Faraday am 7. Oktober 1805 einen siebenjährigen Lehrvertrag für eine Buchbinderlehre bei Riebau. Entsprechend den Gepflogenheiten der damaligen Zeit zog er zu seinem Lehrmeister und wohnte während seiner Ausbildung bei ihm.
Faraday erwies sich als ein geschickter, aufgeschlossener und wissbegieriger Lehrling. Er erlernte das Buchbinderhandwerk schnell und las aufmerksam viele der zum Binden gebrachten Bücher. Darunter befanden sich Jane Marcets 1806 erschienene Conversations on Chemistry, eine populäre Einführung in die Chemie, und der von James Tytler für die dritte Auflage der Encyclopædia Britannica verfasste Beitrag über Elektrizität, aber auch die Geschichte von Ali Baba sowie Nachschlagewerke und Zeitschriften über Kunst. Riebau gestattete ihm die Durchführung kleinerer chemischer und elektrischer Experimente.
Unter den Werken, die Faraday studierte, befand sich auch Isaac Watts’ Buch The Improvement of the Mind (1741), das sich an Leser richtete, die ihr Wissen und ihre geistigen Fähigkeiten selbständig erweitern wollten. Der Autor legte in seinen Ausführungen Wert darauf, Wissen nicht nur passiv zu vermitteln, sondern seine Leser dazu anzuregen, sich aktiv damit auseinanderzusetzen. Watts empfahl unter anderem, sich Notizen zu Artikeln zu machen, bei Vorträgen Mitschriften anzufertigen und den Gedankenaustausch mit Gleichgesinnten zu suchen.
Unter diesem Eindruck begann Faraday 1809 eine von ihm The Philosophical Miscellany betitelte Sammlung von Notizen über Artikel zu den Themen Kunst und Wissenschaft, die er in verschiedenen Zeitungen und Zeitschriften gelesen hatte. 1810 ermutigte Riebau den 19-jährigen Faraday, die jeden Montag vom Goldschmied John Tatum in seinem Haus abgehaltenen wissenschaftlichen Vorträge zu besuchen. Tatum war der Gründer der 1808 ins Leben gerufenen City Philosophical Society, deren Ziel es war, Handwerkern und Lehrlingen den Zugang zu wissenschaftlichen Kenntnissen zu ermöglichen. Für die Vorträge war jeweils eine Gebühr von einem Schilling zu entrichten, den Faraday von seinem Bruder Robert erhielt. Mit dieser Unterstützung konnte er vom 19. Februar 1810 an bis zum 26. September 1811 etwa ein Dutzend Vorträge besuchen. Während Tatums Vorträgen fertigte Faraday Notizen an, die er in seiner freien Zeit überarbeitete, zusammenfasste und in ein Notizbuch übertrug. Bei Tatum freundete er sich mit den Quäkern Benjamin Abbott (1793–1870) und Edward Magrath (1791?–1861) sowie Richard Phillips (1778–1851) an. Mit Abbott begann er am 12. Juli 1812 einen schriftlichen Gedankenaustausch, der viele Jahre fortdauerte.
Faraday, dessen Lehrzeit bei Riebau dem Ende entgegenging, verspürte wenig Neigung, sein Leben als Buchbinder zu verbringen. Er schrieb einen Brief an Joseph Banks, den Präsidenten der Royal Society, in dem er um eine niedrige Anstellung in den Laboratorien der Royal Society bat. Banks hielt es jedoch nicht für erforderlich, sein Ersuchen zu beantworten. Am 8. Oktober 1812, einen Tag nach Ende seiner Lehrzeit, trat Faraday seine Tätigkeit als Buchbindergeselle bei Henri De La Roche an.

### Anstellung als Laborgehilfe

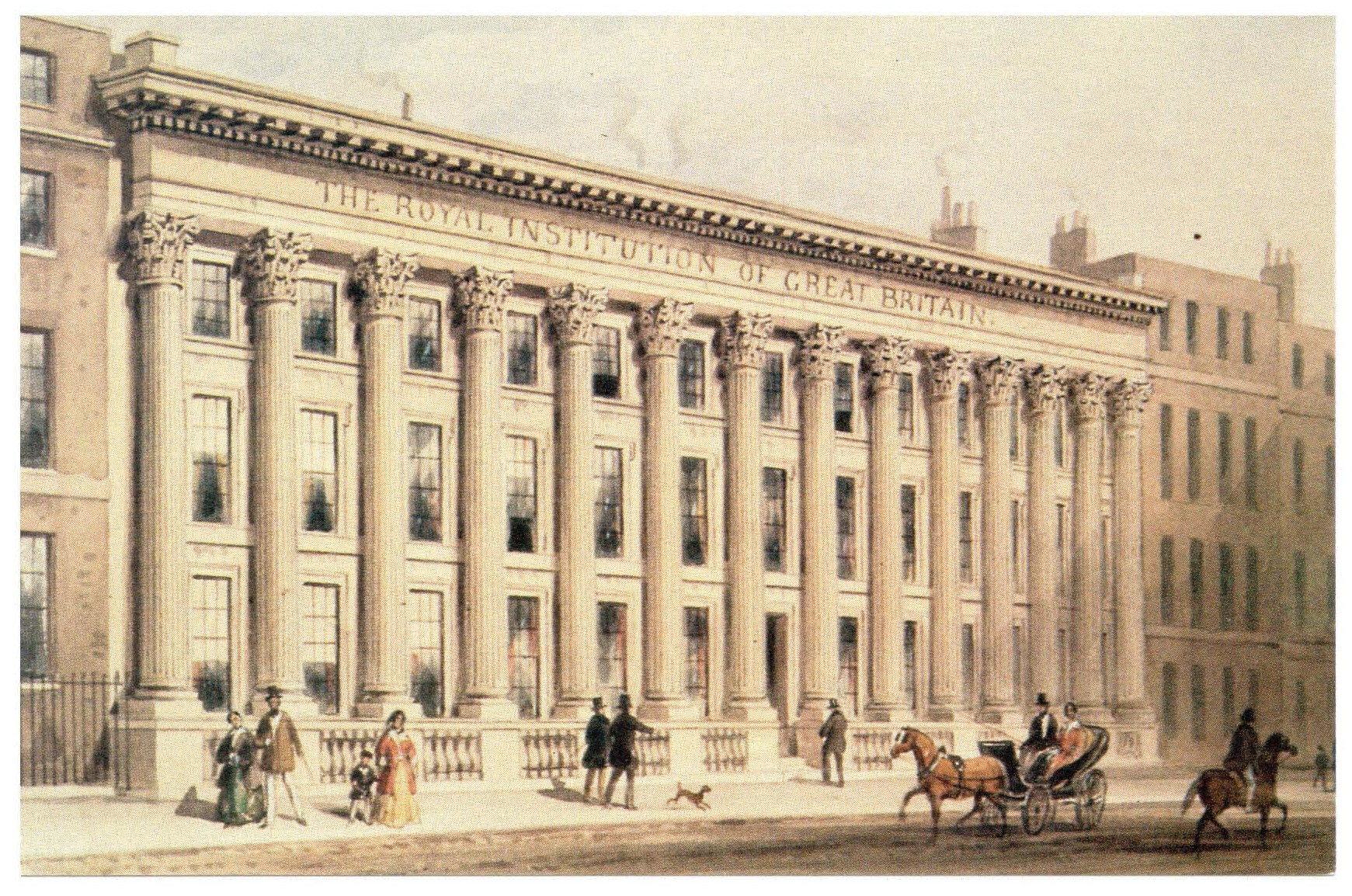
Die Royal Institution of Great Britain wurde für vier Jahrzehnte die wichtigste Wirkungsstätte Faradays, Gemälde von Thomas Hosmer Shepherd, um 1838

Anfang 1812 zeigte Riebau dem Sohn von William Dance (1755–1840), einem seiner Kunden, Faradays Notizbuch mit den Mitschriften von Tatums Vorträgen. Dance berichtete seinem Vater davon, der daraufhin Faraday zu Humphry Davys letzten vier Vorlesungen mit dem Titel The Elements of Chemical Philosophy als Professor der Chemie im März und April 1812 mitnahm. Davy galt als herausragender Dozent und hatte sich in der Fachwelt durch die Entdeckung der Elemente Kalium, Natrium und Chlor ein hohes Ansehen erworben. Während Davys Vorträge machte sich Faraday zahlreiche Notizen, die er, überarbeitet und mit Zeichnungen versehen, zu einem Buch band und an Davy schickte.
Ende Oktober 1812 befand sich Davy jedoch nicht in London, sondern wiederholte gemeinsam mit John George Children in Tunbridge Wells einen Versuch von Pierre Louis Dulong, der kurz zuvor eine neue Verbindung aus Chlor und Stickstoff entdeckt hatte. Während der Experimente explodierte ein Glasröhrchen mit dem entstandenen Stickstofftrichlorid und verletzte Davys linkes Auge schwer. Davy wurde umgehend zur Behandlung nach London gebracht und fand dort Faradays Sendung vor. Da er aufgrund seiner Augenverletzung zur Ordnung seiner Notizen Hilfe benötigte, lud er Faraday Ende des Jahres 1812 zu sich nach Hause ein.
Am 19. Februar 1813 kam es an der Royal Institution zwischen dem Laborgehilfen William Payne und dem Instrumentenbauer John Newmann zu einer handgreiflichen Auseinandersetzung. Drei Tage später wurde Payne von den Managern der Royal Institution entlassen. Davy, der einen neuen Assistenten benötigte, schlug Faraday für den vakanten Posten vor. Am 1. März 1813 begann dieser seine Tätigkeit als Laborgehilfe an der Royal Institution. Seine Pflichten umfassten die Betreuung und Unterstützung der Vortragenden und Professoren bei der Vorbereitung und Durchführung ihrer Vorlesungen, das wöchentliche Reinigen der Modelle im Lager sowie das monatliche Entstauben der Instrumente in den Glaskästen. Er bezog die zwei Räume seines Vorgängers und erhielt die Erlaubnis, das Labor für eigene Experimente zu benutzen.

### Reise durch Kontinentaleuropa

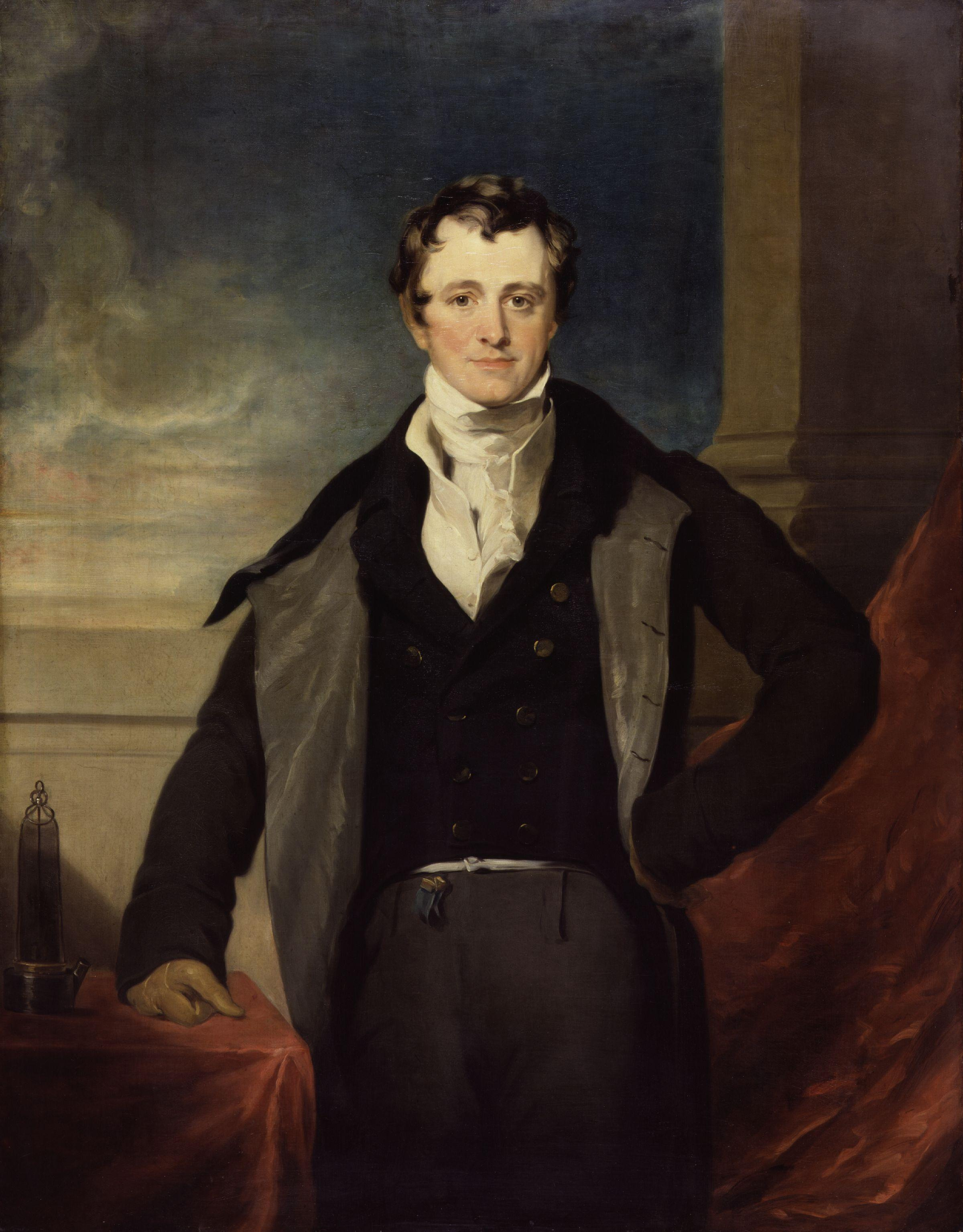
Humphry Davy. Porträt von Thomas Lawrence (1821)

Napoleon Bonaparte hatte Davy eine Goldmedaille für dessen Beiträge zur Elektrochemie verliehen, die dieser in Paris entgegennehmen wollte. Trotz der andauernden Napoleonischen Kriege erhielt er von der französischen Regierung die Erlaubnis, Kontinentaleuropa zu bereisen. Davy und seine Frau Jane Apreece (1780–1855) planten daher 1813 eine Reise durch Kontinentaleuropa, die auf zwei oder drei Jahre ausgelegt war und bis nach Konstantinopel führen sollte. Er bat Faraday, ihn als sein Amanuensis (Sekretär und wissenschaftlicher Gehilfe) zu begleiten. Das bot diesem, der sich noch nie „weiter als zwölf Meilen“ von London entfernt hatte, die Möglichkeit, von Davy zu lernen und mit einigen der bedeutendsten ausländischen Naturforscher in Kontakt zu kommen.
Am 13. Oktober 1813 verließ die fünfköpfige Reisegesellschaft London. In Plymouth schiffte sie sich nach Morlaix ein, wo sie durchsucht und für etwa eine Woche festgesetzt wurde. Am Abend des 27. Oktober erreichte sie schließlich Paris. Faraday erkundete die Stadt, die ihn sehr beeindruckte, und besuchte gemeinsam mit Davy und dem Geologen Thomas Richard Underwood (1772–1835) das Musée Napoleon. Im Labor des Chemikers Louis-Nicolas Vauquelin beobachteten Davy und Faraday die Herstellung von Kaliumchlorid, die sich von der in England angewandten Methode unterschied. Am Morgen des 23. November suchten André-Marie Ampère, Nicolas Clément und Charles-Bernard Desormes Davy in seinem Hotel auf, präsentierten ihm eine zwei Jahre zuvor durch Bernard Courtois entdeckte Substanz und führten ihm einige Experimente vor, bei denen violette Dämpfe entstanden. Mit Faradays Hilfe führte Davy eigene Experimente durch, unter anderem im Labor von Eugène Chevreul im Jardin des Plantes. Am 11. Dezember wurde ihm klar, dass es sich bei der Substanz um ein neues Element handelte, das er nach dem griechischen Wort iodes für ‚violett‘ Iod nannte. Davys Experimente verzögerten die geplante Weiterreise nach Italien.
Am 29. Dezember 1813 verließen sie Paris in Richtung Mittelmeerküste, wo Davy hoffte, iodhaltige Pflanzen für seine Untersuchungen zu finden. Faraday wurde Anfang Februar in Montpellier Zeuge des Durchzugs von Papst Pius VII., der nach seiner Befreiung durch die Alliierten nach Italien zurückkehrte. Nach einem einmonatigen Aufenthalt setzten sie in Begleitung von Frédéric-Joseph Bérard (1789–1828) ihren Weg nach Italien fort. Über Nîmes und Nizza überquerten sie die Alpen über den Tenda-Pass. Während des beschwerlichen Weges von Stadt zu Stadt erklärte Davy Faraday die geologische Beschaffenheit der Landschaft und machte ihn mit den antiken Kulturstätten vertraut.
In Genua verhinderte schlechtes Wetter die Weiterreise. Davy nutzte die Verzögerung, um bei Domenico Viviani (1772–1840), der einige „Elektrische Fische“ in Gefangenschaft hielt, Experimente durchzuführen, mit denen er überprüfen wollte, ob die Entladung dieser Fische ausreichte, um Wasser zu zersetzen. Die Ergebnisse seiner Experimente waren negativ. Am 13. März überquerten sie mit dem Schiff den Golf von Genua. Einen Tag vor der Landung der britischen Armee in Livorno passierten sie Lucca und gelangten am 16. März nach Florenz, wo sie das Museum der Accademia del Cimento besuchten, in dem sich unter anderem Galileo Galileis Beobachtungsinstrumente befanden. Davy und Faraday setzten ihre Versuche mit Iod fort und bereiteten ein Experiment vor, das beweisen sollte, dass Diamanten aus reinem Kohlenstoff bestanden. Dazu verwendeten sie große Brenngläser aus dem Besitz von Großherzog Ferdinand III. Am 27. März 1814 gelang dieser Nachweis zum ersten Mal. In den folgenden Tagen wiederholten die beiden das Experiment noch mehrere Male.
Die Ankunft in Rom erfolgte inmitten der Karwoche. Wie schon an anderen Orten erkundete Faraday die Stadt auf eigene Faust. Er war besonders vom Petersdom und dem Kolosseum beeindruckt. An der Accademia dei Lincei experimentierten Davy und Faraday mit Kohle, um einigen offenen Fragen aus dem Diamanten-Experiment nachzugehen. Am 5. Mai waren sie im Haus von Domenico Morichini (1773–1836) zu Gast. Dort wiederholte Faraday erfolglos unter der Anleitung des Hausherrn dessen Experiment zur vermeintlichen Magnetisierung einer Nadel durch den violetten Spektralanteil des Sonnenlichts. Zwei Tage später brachen sie zu einem zweiwöchigen Abstecher nach Neapel auf. Dort bestiegen sie mehrmals den Vesuv. Caroline Bonaparte, die Königin von Neapel, machte Davy ein Gefäß mit antiken Farbpigmenten zum Geschenk, die Davy und Faraday später analysierten.
Um der Sommerhitze zu entfliehen, brach die Reisegesellschaft am 2. Juni von Rom aus in Richtung Schweiz auf. Über Terni, Bologna, Mantua und Verona gelangten sie nach Mailand. Hier begegnete Faraday am 17. Juni Alessandro Volta. Sie kamen am 25. Juni 1814 in Genf an und verbrachten den Sommer bei Charles-Gaspard de la Rive in dessen Haus am Genfersee, jagten, fischten, experimentierten weiter mit Iod und arbeiteten mit Marc-Auguste Pictet und Nicolas-Théodore de Saussure zusammen. Am 18. September 1814 reisten sie über Lausanne, Vevey, Payerne, Bern, Zürich und den Rheinfall bei Schaffhausen schließlich nach München, wo sie drei Tage blieben.
Über den Brennerpass kehrten sie nach Italien zurück und besuchten dabei Padua und Venedig. In Florenz untersuchten sie ein brennbares Gas, das in Pietramala dem Erdboden entwich und das sie als Methan identifizierten. In Rom, wo sie am 2. November 1814 ankamen und bis zum März 1815 blieben, erlebte Faraday das Weihnachtsfest und besuchte während des Karnevals mehrere Maskenbälle. Davy und Faraday führten weitere Experimente mit Chlor und Iod durch. Ihre ursprünglichen Pläne, nach Konstantinopel weiterzureisen, zerschlugen sich. Nachdem sie Tirol und Deutschland durchquert hatten, erreichten sie am 23. April 1815 schließlich London.

### Entwicklung zum chemischen Analytiker

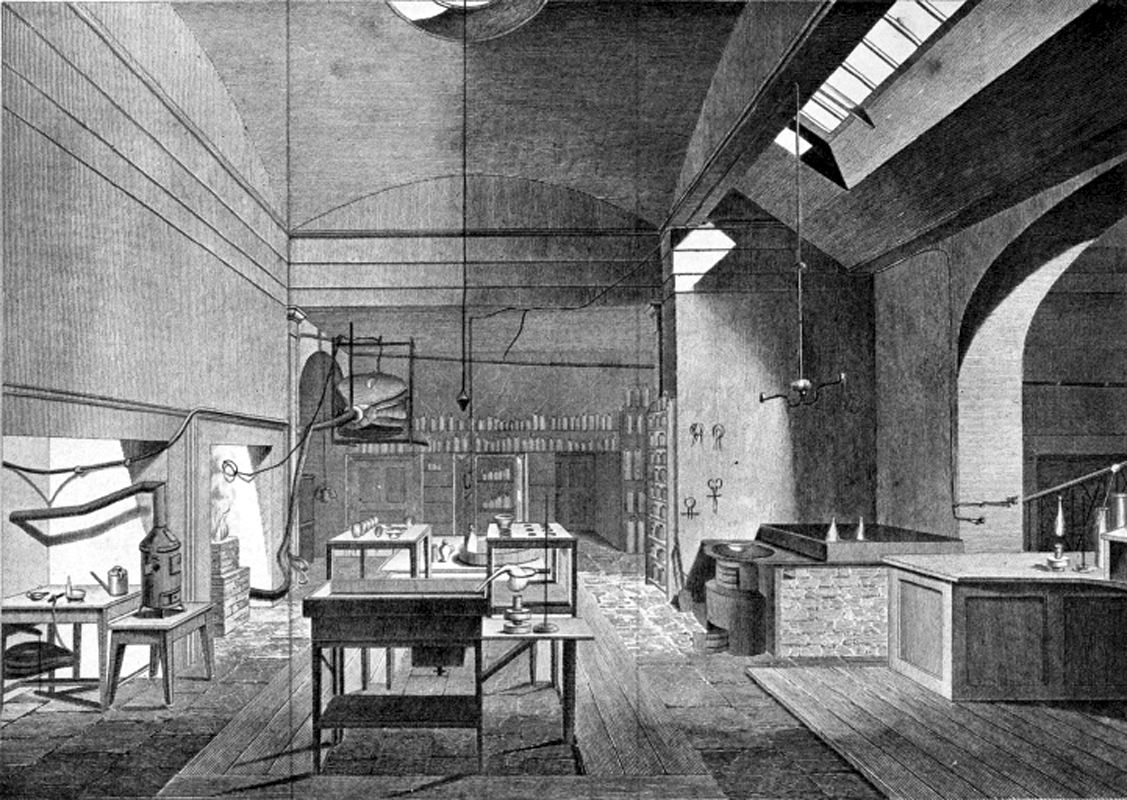
Faradays Laboratorium an der Royal Institution um 1819

Nach der Rückkehr war Faraday in London zunächst ohne Anstellung. Auf Wunsch von William Thomas Brande, der 1812 von Davy die Position des Professors für Chemie übernommen hatte, und mit voller Unterstützung durch Davy, der eine Woche zuvor zum Vizepräsidenten der Royal Institution gewählt worden war, erhielt Faraday am 15. Mai seinen alten Posten als Laborgehilfe wieder und war zusätzlich für die mineralogische Sammlung verantwortlich.
Faraday besuchte erneut die Vorträge der City Philosophical Society und wurde Mitglied der Gesellschaft. Am 17. Januar 1816 hielt er dort seinen ersten Vortrag über Chemie, dem in den nächsten zweieinhalb Jahren 16 weitere folgten. Um seine Fähigkeiten als Vortragender zu vervollkommnen, besuchte er 1818 die am Donnerstagabend an der Royal Institution abgehaltenen Rhetorikkurse von Benjamin Humphrey Smart (1786–1872). Gemeinsam mit vier Freunden gründete er im Sommer desselben Jahres einen Schreibzirkel. Die Mitglieder der nach den Richtlinien der City Philosophical Society organisierten Gruppe verfassten Aufsätze zu frei wählbaren oder festgelegten Themen, die anonym eingereicht und in der Gruppe gemeinsam bewertet wurden.
Im Labor der Royal Institution führte Faraday häufig in Davys Auftrag Experimente durch und war 1816 maßgeblich an dessen Untersuchungen beteiligt, die zur Entwicklung der im Bergbau eingesetzten „Davy-Lampe“ führten. Für Brande, den Herausgeber des Quarterly Journal of Science, stellte Faraday ab 1816 die Miscellanea betitelten Seiten zusammen und übernahm im August 1816 während Brandes Abwesenheit die volle Verantwortung für das Journal. 1816 erschien im Quarterly Journal of Science auch Faradays erste wissenschaftliche Veröffentlichung über aus der Toskana stammende Kalksteinproben. Bis Ende 1819 hatte er 37 Mitteilungen und Artikel im Quarterly Journal of Science veröffentlicht, darunter eine Untersuchung über das Entweichen von Gasen aus Kapillarrohren und Bemerkungen über „singende Flammen“.
In seinem Labor führte Faraday für William Savage (1770–1843), den Drucker der Royal Institution, Papieranalysen durch, untersuchte Tonerdeproben für den Keramikproduzenten Josiah Wedgwood II (1769–1843) und nahm in gerichtlichem Auftrag kriminaltechnische Untersuchungen vor. Anfang 1819 begann Faraday gemeinsam mit James Stodart (1760–1823), der chirurgische Instrumente herstellte, eine umfangreiche Reihe von Experimenten, die sich mit der Verbesserung von Stahllegierungen beschäftigten. Er untersuchte zunächst Wootz, ein weit verbreitetes Ausgangsprodukt für Stahl, auf dessen chemische Zusammensetzung. Es folgten zahlreiche Versuche zur Veredelung von Stahl, bei denen unter anderem Platin und Rhodium zum Einsatz kamen. Die Stahluntersuchungen erstreckten sich über einen Zeitraum von etwa fünf Jahren und wurden nach Stodarts Tod von Faraday alleine fortgeführt.
Am 21. Dezember 1820 wurde Faradays erste für den Abdruck in den Philosophical Transactions bestimmte Abhandlung vor den Mitgliedern der Royal Society verlesen. Darin wurden die beiden neuen von ihm entdeckten Chlorkohlenstoffverbindungen Tetrachlorethen und Hexachlorethan beschrieben. Zu dieser Zeit galt Faraday bereits als Großbritanniens führender chemischer Analytiker. 1821 wurde er zum „Superintendent of the House“ der Royal Institution ernannt. Am 12. Juni 1821 heiratete er Sarah Barnard (1800–1879), die Schwester seines Freundes Eduard Barnard (1796–1867), die er im Herbst 1819 kennengelernt hatte. Ihre Ehe blieb kinderlos.

### Anerkennung als Naturforscher

#### „Elektromagnetische Rotation“

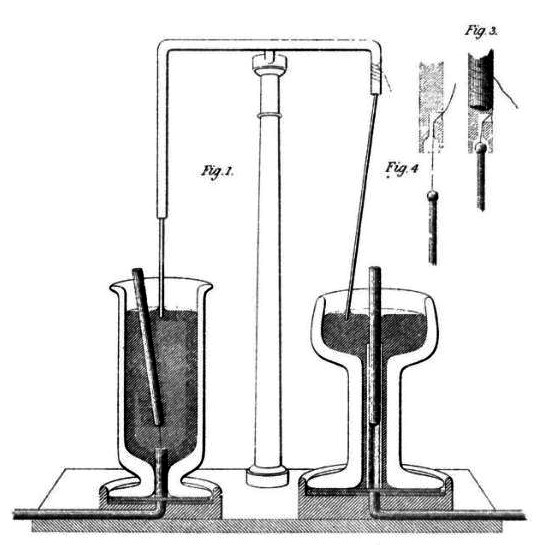
Versuchsanordnung zum Nachweis der elektromagnetischen Rotation

1821 bat Richard Phillips, mittlerweile Herausgeber der Annals of Philosophy, Faraday um einen Abriss aller bekannten Erkenntnisse über Elektrizität und Magnetismus. Kurz zuvor hatte Hans Christian Ørsted seine Beobachtungen über die Ablenkung einer Kompassnadel durch elektrischen Strom veröffentlicht. Faraday wiederholte in seinem Labor Experimente von Ørsted, André-Marie Ampère und François Arago. Sein zweiteiliger Historical Sketch of Electro-Magnetism erschien, auf seinen Wunsch anonym, im September und Oktober 1821 in den Annals of Philosophy. Am 3. September gelang Faraday zum ersten Mal ein Experiment, bei dem sich ein stromdurchflossener Leiter unter dem Einfluss eines Dauermagneten um seine eigene Achse drehte. Noch im gleichen Monat veröffentlichte er seine Entdeckung im Quarterly Journal of Science. Die sogenannte „elektromagnetische Rotation“ war eine wesentliche Voraussetzung für die Entwicklung des Elektromotors.
Bereits wenige Tage nach Veröffentlichung seiner Entdeckung bezweifelten Freunde von William Hyde Wollaston, darunter Davy, die Eigenständigkeit der Arbeit Faradays. Sie bezichtigten ihn, die Idee „elektromagnetische Rotation“ von Wollaston gestohlen und dessen Autorschaft nicht gewürdigt zu haben. Faradays experimenteller Nachweis unterschied sich jedoch völlig von der von Wollaston vorgeschlagenen Lösung, was dieser auch anerkannte. Da die Gerüchte in der Öffentlichkeit darüber nicht abebbten, war Faraday gezwungen, die Autorschaft seines Historical Sketch of Electro-Magnetism offenzulegen.

#### Entdeckungen auf dem Gebiet der Chemie

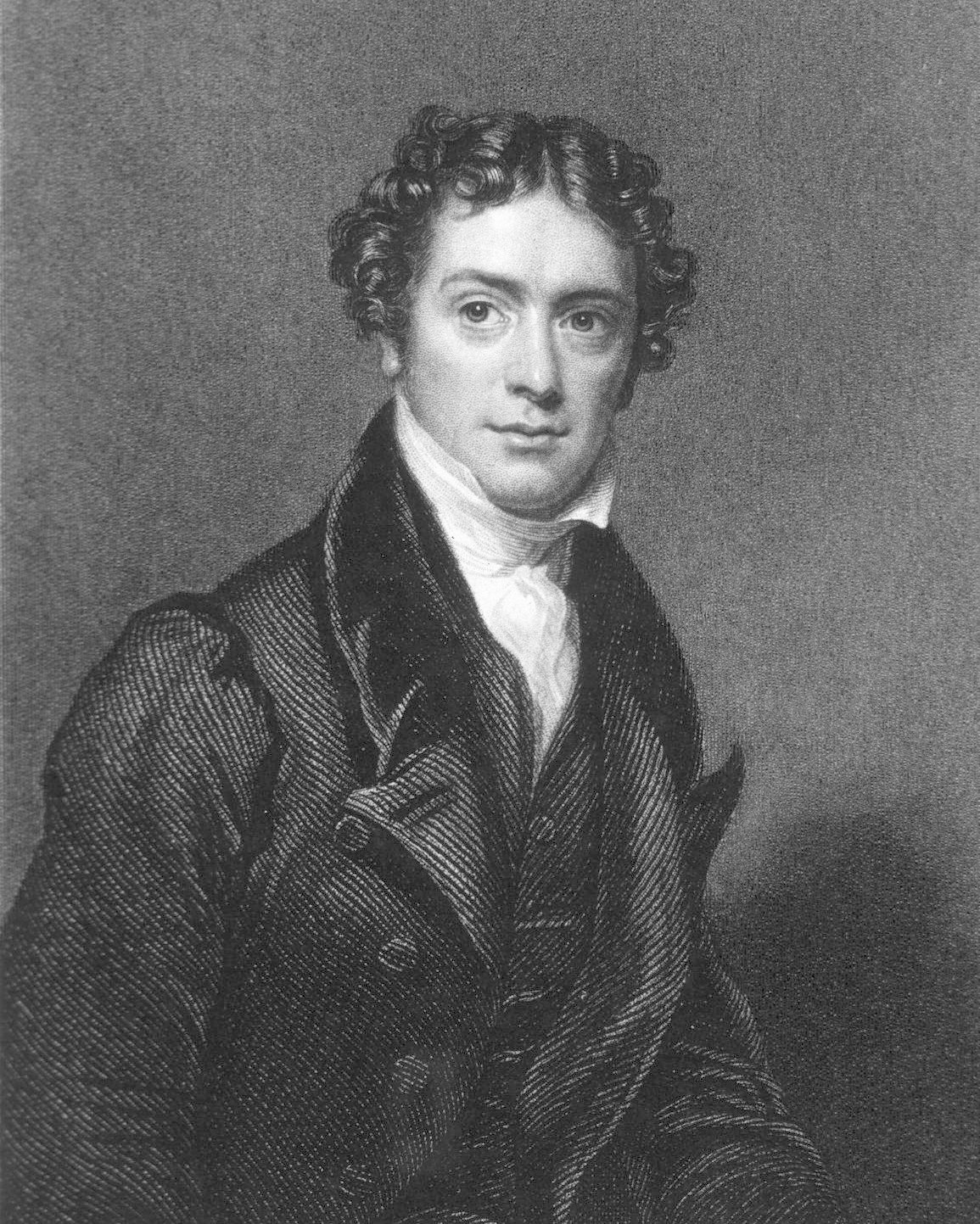
Michael Faraday auf einem Stich von John Cochran (fl. 1821–1865) nach einem Porträt von Henry Pickersgill (1782–1875), um 1829

Im Jahr 1818 hatte Michael Faraday die einschläfernde Wirkung des „Schwefeläthers“ beschrieben. 1823 begann Faraday die Eigenschaften des von Davy entdeckten Chlorhydrats zu untersuchen. Als er es unter Druck erhitzte, gelang ihm zum ersten Mal die Verflüssigung von Chlor. 1823 und nochmals 1844, als er sich erneut mit dem Thema beschäftigte, gelang es ihm, Ammoniak, Kohlenstoffdioxid, Schwefeldioxid, Distickstoffmonoxid, Chlorwasserstoff, Schwefelwasserstoff, Dicyan und Ethen zu verflüssigen. Faraday erkannte als Erster, dass eine kritische Temperatur existierte, oberhalb derer sich Gase unabhängig vom ausgeübten Druck nicht mehr verflüssigen ließen. Er wies nach, dass die Zustände „fest“, „flüssig“ und „gasförmig“ ineinander überführbar waren und keine festen Kategorien bildeten.
1825 fielen Faraday in Kannen mit Leuchtgas, die sein bei der London Gas Company arbeitender Bruder Robert der Royal Institution lieferte, flüssige Rückstände auf. Er analysierte die Flüssigkeit und entdeckte eine neue Kohlenwasserstoff-Verbindung, die er als „Bicarburet of Hydrogen“ bezeichnete. Von Eilhard Mitscherlich erhielt diese Substanz, ein aromatischer Kohlenwasserstoff, im selben Jahr die Bezeichnung Benzol. Kurz darauf entdeckte er mit Buten eine Verbindung, die die gleiche Verhältnisformel wie Ethen hatte, sich aber in den chemischen Eigenschaften völlig unterschied. 1826 ermittelte Faraday die Zusammensetzung von Naphthalin und stellte zwei verschiedene kristalline Proben von Naphthalinschwefelsäure her.
Im April 1827 erschien Chemical Manipulation. Diese Monografie Faradays war eine Einführung in die praktische Chemie und richtete sich an Anfänger auf dem Gebiet der chemischen Naturforschung. Sie umfasste alle Belange der praktischen Chemie, beginnend mit der zweckmäßigen Einrichtung eines Laboratoriums über die zweckmäßige Durchführung chemischer Experimente bis hin zur Fehleranalyse. Der Erstausgabe folgten 1830 und 1842 zwei weitere Auflagen.

#### Herstellung optischer Gläser
Am 1. April 1824 gründeten die Royal Society und das Board of Longitude eine gemeinsame Kommission (Committee for the Improvement of Glass for Optical Purposes). Sie hatte das Ziel, Rezepturen für die Herstellung hochwertiger optischer Gläser zu finden, die mit den von Joseph von Fraunhofer in Deutschland hergestellten Flintgläsern konkurrieren konnten. Die Untersuchungen fanden anfangs in den von Apsley Pellatt (1763–1826) und James Green betriebenen Falcon Glass Works statt. Um die Durchführung der Experimente direkter überwachen zu können, wurde am 5. Mai 1825 ein Unterkomitee berufen, das aus John Herschel, George Dollond und Faraday bestand. Nach der Errichtung eines neuen Schmelzofens an der Royal Institution wurden die Glasuntersuchungen ab September 1827 an der Royal Institution durchgeführt. Zur Entlastung Faradays wurde am 3. Dezember 1827 Charles Anderson, ein ehemaliger Sergeant der Royal Artillery, eingestellt. Die Glasuntersuchungen waren für über fünf Jahre Faradays Hauptaufgabe und Ende 1829 das Thema seiner ersten Baker-Vorlesung vor der Royal Society. 1830 wurden die Glasexperimente aus finanziellen Gründen gestoppt. Ein 1831 vorgelegter Bericht der Astronomen Henry Kater (1777–1835) und John Pond, die ein Teleskop mit einem Objektiv aus einem von Faraday hergestellten Glas testeten, bescheinigte dem Glas gute achromatische Eigenschaften. Faraday hielt die Ergebnisse seiner fünfjährigen Arbeit jedoch für unzulänglich.

#### Institutioneller Aufstieg
Auf Betreiben seines Freundes Richard Phillips, der kurz zuvor selbst in die Royal Society aufgenommen worden war, wurde am 1. Mai 1823 zum ersten Mal der Antrag zur Aufnahme von Faraday in die Gesellschaft verlesen. Der Antrag trug die Unterschrift von 29 Mitgliedern und musste an zehn aufeinanderfolgenden Sitzungen verlesen werden. Davy, seit 1820 Präsident der Royal Society, wollte die Wahl Faradays verhindern und versuchte, die Rücknahme des Antrages zu erwirken. Mit einer Gegenstimme wurde Faraday am 8. Januar 1824 in die Royal Society aufgenommen.
Von März bis Juni 1824 fungierte Faraday aushilfsweise als erster Sekretär des von Davy mitgegründeten Londoner Clubs The Athenaeum. Als ihm im Mai vorgeschlagen wurde, den Posten für ein Jahresgehalt von 100 Pfund dauerhaft zu übernehmen, schlug er das Angebot aus und empfahl seinen Freund Edward Magrath für diese Position.
Am 7. Februar 1825 wurde Faraday zum Labordirektor der Royal Institution ernannt und begann dort die ersten eigenen Vorträge abzuhalten. Im Februar 1826 wurde er von der Verpflichtung befreit, Brande bei dessen Vorlesungen zu assistieren. 1827 hielt Faraday Chemievorlesungen an der London Institution und gab die erste seiner zahlreichen Weihnachtsvorlesungen. Ein Angebot, erster Professor für Chemie an der neu gegründeten University of London zu werden, lehnte er mit einem Hinweis auf seine Verpflichtungen an der Royal Institution ab. 1828 wurde er mit der Fuller-Medaille geehrt. Bis 1831 half er Brande bei der Herausgabe des Quarterly Journal of Science und betreute anschließend die ersten fünf Ausgaben des neuen Journal of the Royal Institution.

### Untersuchungen über Elektrizität (1831 bis 1838)

#### Elektromagnetische Induktion
Bereits 1822 merkte Faraday in seinem Notizbuch an: „Convert magnetism into electricity“ („Magnetismus in Elektrizität umwandeln“). In dem im September 1820 begonnenen Labortagebuch notierte er am 28. Dezember 1824 erstmals ein Experiment, mit dem er versuchte, mit Hilfe von Magnetismus Elektrizität zu erzeugen. Der erwartete elektrische Strom blieb jedoch aus. Am 28. und 29. November 1825 sowie am 22. April 1826 führte er weitere Versuche durch, ohne jedoch das gewünschte Ergebnis zu erzielen.
Nach einer durch die aufwändigen Glasuntersuchungen bedingten fünfjährigen Pause wandte sich Faraday am 29. August 1831 erstmals wieder elektromagnetischen Experimenten zu. Er hatte von seinem Assistenten Anderson einen Weicheisenring mit einem Innendurchmesser von sechs Zoll (etwa 15 Zentimeter) anfertigen lassen. Auf der einen Seite des Ringes brachte er drei Wicklungen aus Kupferdraht an, die durch Bindfaden und Kattun voneinander isoliert waren. Auf der anderen Seite des Ringes befanden sich zwei solcher Wicklungen. Er verlängerte auf der einen Seite die beiden Enden einer der Wicklungen mit einem langen Kupferdraht, der zu einer etwa drei Fuß (etwa ein Meter) entfernten Magnetnadel führte. Eine der Wicklungen auf der anderen Seite verband er mit den Polen einer Batterie. Jedes Mal, wenn er den Stromkreis schloss, bewegte sich die Magnetnadel aus ihrer Ruhelage. Beim Öffnen des Stromkreises bewegte sich die Nadel erneut, nur diesmal in die entgegengesetzte Richtung. Faraday hatte die elektromagnetische Induktion entdeckt und dabei ein Prinzip angewandt, das den später entwickelten Transformatoren zugrunde liegt. Seine Experimente, die bis zum 4. November andauerten, unterbrach er für einen dreiwöchigen Ferienaufenthalt mit seiner Frau in Hastings und eine vierzehntägige Untersuchung für die Royal Mint. Während seiner an nur elf Tagen durchgeführten Experimente fand er heraus, dass ein zylindrischer Stabmagnet, der durch eine Drahtwendel bewegt wurde, eine elektrische Spannung in dieser induzierte. Nach diesem Grundprinzip arbeiten elektrische Generatoren.
Faradays Bericht über die Entdeckung der elektromagnetischen Induktion wurde von ihm Ende 1831 vor der Royal Society vorgetragen. Die in den Philosophical Transactions abgedruckte Form erschien erst im Mai 1832. Die lange Verzögerung ergab sich aus einer Änderung der Veröffentlichungsbedingungen für neue Artikel. Bis Ende 1831 reichte ein Mehrheitsbeschluss des Committee of Papers zur Veröffentlichung eines Artikels in den Philosophical Transactions. Die geänderten Regeln sahen eine individuelle Begutachtung der Artikel vor. Das Gutachten zu Faradays Artikel schrieben der Mathematiker Samuel Hunter Christie und der Mediziner John Bostock (1773–1846).
Im Dezember 1831 schrieb Faraday an seinen langjährigen französischen Briefpartner Jean Nicolas Pierre Hachette und teilte ihm darin seine jüngsten Entdeckungen mit. Hachette zeigte den Brief dem Sekretär des Institut de France, François Arago, der das Schreiben am 26. Dezember 1831 vor den Mitgliedern des Instituts verlas. In den französischen Zeitungen Le Temps und Le Lycée erschienen am 28. bzw. 29. Dezember 1831 Berichte über Faradays Entdeckung. Der Londoner Morning Advertiser druckte diese am 6. Januar 1832 nach. Die Presseberichte bedrohten die Priorität seiner Entdeckung, da die Italiener Leopoldo Nobili und Vincenzo Antinori (1792–1865) in Florenz einige Versuche Faradays wiederholt hatten und ihre in der Zeitschrift Antologia veröffentlichten Ergebnisse vor Faradays Aufsatz in den Philosophical Transactions erschienen.

#### Einheitlichkeit der Elektrizität
Nach seiner Entdeckung, dass Magnetismus Elektrizität zu erzeugen vermag, stellte sich Faraday die Aufgabe nachzuweisen, dass unabhängig davon, wie Elektrizität erzeugt wird, diese immer gleichartig wirkt. Am 25. August 1832 begann er mit den bekannten Elektrizitätsquellen zu arbeiten. Er verglich die Wirkungen von voltaischer Elektrizität, Reibungselektrizität, Thermoelektrizität, tierischer Elektrizität und magnetischer Elektrizität. In seinem am 10. und 17. Januar verlesenen Beitrag gelangte er aufgrund seiner Experimente zum Schluss, „…daß die Elektricität, aus welcher Quelle sie auch entsprungen sey, identisch ist in ihrer Natur“.

#### Grundgesetze der Elektrolyse
Ende Dezember 1832 stellte sich Faraday die Frage, ob ein elektrischer Strom in der Lage wäre, einen festen Körper – beispielsweise Eis – zu zersetzen. Bei seinen Experimenten stellte er fest, dass sich Eis im Gegensatz zu Wasser wie ein Nichtleiter verhielt. Er testete eine Reihe von Substanzen mit niedrigem Schmelzpunkt und beobachtete, dass ein nichtleitender fester Körper nach dem Übergang in die flüssige Phase den Strom leitete und sich unter dem Einfluss des Stromes chemisch zersetzte. Am 23. Mai 1833 sprach er vor der Royal Society Über ein neues Gesetz der Elektrizitätsleitung.
Diese Untersuchungen führten Faraday direkt zu seinen Experimenten über die „elektro-chemische Zersetzung“, die ihn ein Jahr lang beschäftigten. Er sichtete die vorhandenen Ansichten, insbesondere die von Theodor Grotthuß und Davy, und kam zu der Auffassung, dass die Zersetzung im Inneren der Flüssigkeit vor sich ging und die elektrischen Pole nur die Rolle einer Begrenzung der Flüssigkeit spielten.
Unzufrieden mit den ihm für die Beschreibung der chemischen Zersetzung unter dem Einfluss eines elektrischen Stromes zur Verfügung stehenden Begriffen, wandte sich Faraday Anfang 1834 an William Whewell und diskutierte darüber auch mit seinem Arzt Whitlock Nicholl. Letzterer schlug Faraday vor, zur Beschreibung des Vorgangs der elektrochemischen Zersetzung die Begriffe Elektrode für die Ein- und Austrittsflächen des Stromes, Elektrolyse für den Vorgang selbst und Elektrolyt für die betroffene Substanz zu verwenden. Whewell, der die polare Natur des Vorganges kenntlicher machen wollte, prägte für die beiden Elektroden die Termini Anode und Kathode sowie für die betroffenen Teilchen die Begriffe Anion, Kation und Ion. Zu Beginn der siebenten Folge seiner Experimental Researches in Electricity, die er am 9. Januar 1834 der Royal Society vorlegte, schlug Faraday die neuen Begriffe zur Beschreibung des Vorgangs der elektrochemischen Zersetzung (Elektrolyse) vor. In diesem Artikel formulierte er die beiden Grundgesetze der Elektrolyse:
1. „Die chemische Kraft eines elektrischen Stroms ist direct proportional der absoluten Menge von durchgegangener Elektricität.“
2. „Die elektro-chemischen Aequivalente sind den gewöhnlichen chemischen gleich.“[54]

Mit seinen Untersuchungen schloss Faraday den Einfluss von Faktoren, wie beispielsweise der Konzentration der elektrolytischen Lösung oder der Beschaffenheit und Größe der Elektroden, auf den Vorgang der Elektrolyse aus. Nur die Elektrizitätsmenge und die beteiligten chemischen Äquivalente waren von Bedeutung. Es war der Nachweis, dass chemische und elektrische Kräfte eng miteinander verbunden waren und quantitativ zusammenhingen. Diesen Zusammenhang nutzte Faraday bei seinen weiteren Experimenten zur genauen Messung der Elektrizitätsmenge.

#### Elektrostatische Abschirmung

Animation zur Reaktion eines Faradayschen Käfigs auf ein äußeres elektrisches Feld; Darstellung der Ladungsverschiebung (Schema)

Mitte Januar 1836 baute Faraday im Hörsaal der Royal Institution einen Würfel mit 12 Fuß (etwa 3,65 Meter) Seitenlänge auf, dessen Kanten aus einem leichten Holzrahmen gebildet wurden. Die Seitenflächen waren netzartig mit Kupferdraht bespannt und mit Papier verkleidet. Der Würfel stand auf vier 5,5 Zoll (etwa 14 Zentimeter) hohen Glasfüßen, um ihn vom Untergrund zu isolieren. In den am 15. und 16. Januar 1836 durchgeführten Untersuchungen verband er den Würfel mit einer Elektrisiermaschine, um ihn elektrisch zu laden. Anschließend begab er sich mit einem Goldblatt-Elektrometer in das Innere der Anordnung, um die möglicherweise in der Luft induzierte Elektrizität nachzuweisen. Jeder Punkt des Raumes erwies sich jedoch als frei von Elektrizität.
Die als faradayscher Käfig bekannte Anordnung, bei der das elektrische Feld im Inneren eines geschlossenen, leitfähigen Körpers verschwindet, dient heute in der Elektrotechnik zur Abschirmung von elektrostatischen Feldern.

#### Einfluss von Isolatoren

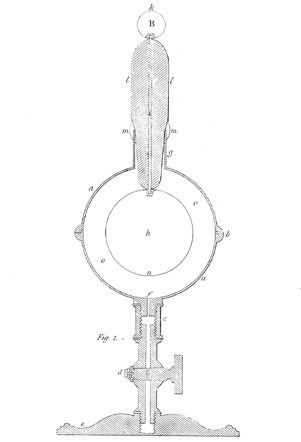
Faradays Messapparatur zur Bestimmung der Dielektrizitätskonstanten eines Stoffes bestand aus zwei solcher identischen Kugelkondensatoren, von denen einer mit einem Dielektrikum befüllt wurde.

1837 dachte Faraday darüber nach, auf welche Weise sich die elektrische Kraftwirkung durch den Raum ausbreitete. Der Gedanke an eine Fernwirkung der elektrischen Kräfte, wie ihn das coulombsche Gesetz implizierte, bereitete ihm Unbehagen. Er vermutete hingegen, dass der Raum bei der Kraftübertragung eine Rolle spielen und eine Abhängigkeit vom Raum füllenden Medium existieren müsse. Faraday begann den Einfluss von Isolatoren systematisch zu untersuchen und entwarf eine Versuchsanordnung aus zwei identischen Kugelkondensatoren. Diese Kugelkondensatoren bestanden ihrerseits aus zwei mit einem Abstand von drei Zentimetern ineinandergestellten Messingkugeln. Die Kugeln waren durch einen mit isolierendem Schellack überzogenen Messinggriff miteinander verbunden und bildeten eine Leidener Flasche. Faraday lud zunächst einen der beiden Kondensatoren auf, brachte ihn anschließend mit dem anderen in elektrischen Kontakt und überzeugte sich mit einer selbstgebauten Coulombschen Drehwaage, dass nach dem Ladungsausgleich beide Kondensatoren die gleiche Ladung trugen. Anschließend füllte er den Luftraum des einen Kondensators mit einem Isolator und wiederholte den Versuch. Seine erneute Messung ergab, dass der Kondensator mit dem Isolator die größere Ladung trug. Er wiederholte das Experiment mit verschiedenen Stoffen. Faraday erhielt ein quantitatives Maß für den Einfluss der Isolatoren auf die Kapazität der Kugeln, das er „specific inductive capacity“ nannte, was heute der Dielektrizitätskonstanten entspricht. Für eine nichtleitende Substanz, die sich zwischen zwei Leitern befindet, hatte Whewell Ende 1836 den Begriff Dielektrikum vorgeschlagen, der von Faraday auch genutzt wurde. Faraday erklärte sein experimentelles Ergebnis mit einer Polarisation der Teilchen innerhalb der Isolatoren, bei der die Wirkung von Teilchen zu Teilchen weitergegeben wird, und dehnte diese Idee auch auf den Transport der Elektrizität innerhalb von Leitern aus.

### Erschöpfung und Erholung
Anfang 1839 fasste Faraday seine zwischen November 1831 und Juni 1838 in den Philosophical Transactions erschienenen Artikel über seine Untersuchungen über Elektrizität unter dem Titel Experimental Researches in Electricity zusammen. Von August bis November 1839 führte Faraday Untersuchungen zur Funktionsweise der Voltaschen Säule durch, die er im Dezember 1839 unter dem Titel Über die Quelle der Kraft in der Volta’schen Säule veröffentlichte. Darin trat er mit zahlreichen experimentellen Belegen der voltaischen Kontakttheorie entgegen.
Ende 1839 erlitt Faraday einen schweren gesundheitlichen Zusammenbruch, den er auf Überarbeitung zurückführte, und dessen Symptome Kopfschmerzen, Schwindelgefühl und zeitweiliger Gedächtnisverlust waren. Sein Arzt Peter Mere Latham (1789–1875) riet ihm, sich zeitweilig von seinen zahlreichen Verpflichtungen entbinden zu lassen und sich in Brighton zu erholen. Faraday arbeitete die nächsten Jahre nur noch sporadisch in seinem Labor. Im Januar und Februar 1840 führte er an fünf Tagen seine Untersuchungen an der Voltaschen Säule fort. Im August und September experimentierte er nochmals an fünf Tagen. Nach dem 14. September 1840 schrieb er für etwa zwanzig Monate bis zum 1. Juli 1842 keinen Eintrag in sein Labortagebuch. Ende 1840 erkannten die Manager der Royal Institution die Ernsthaftigkeit von Faradays Erkrankung und beurlaubten ihn bis zu seiner vollständigen Genesung. Fast ein Jahr lang hielt er keine Vorlesungen. Gemeinsam mit seiner Frau, deren Bruder George Barnard (1807–1890) und dessen Frau Emma begab er sich am 30. Juni 1841 auf eine dreimonatige Erholungsreise in die Schweiz, wo er in den Berner Alpen ausgedehnte Wanderungen unternahm.
1840 hatte William George Armstrong entdeckt, dass beim Ausströmen von Wasserdampf unter hohem Druck in die Luft Elektrizität erzeugt wird. Im Sommer 1842 begann Faraday nach der Ursache dieser Elektrizität zu forschen. Er konnte nachweisen, dass es sich um Reibungselektrizität handelte. Nach Abschluss dieser Arbeiten im Januar 1843 schloss sich eine weitere längere Phase an, in der er kaum experimentierte. Erst ab dem 23. Mai 1844 begann Faraday erneut mit Versuchen, Gase in den flüssigen und festen Zustand zu überführen, die über ein Jahr andauerten. Er knüpfte dabei an seine Experimente von 1823 an. Es gelang ihm, sechs Gase in Flüssigkeiten umzuwandeln und sieben, darunter Ammoniak, Distickstoffmonoxid und Schwefelwasserstoff, in den festen Zustand zu überführen.
In dieser Zeit schien Faraday Zweifel daran zu haben, ob er weiterhin wichtige Beiträge als Naturforscher leisten könne. Er stellte die 15. bis 18. Folge seiner Elektrizitätsuntersuchungen gemeinsam mit etwa 30 weiteren Arbeiten zum zweiten Band der Experimental Researches in Electricity zusammen, der Ende 1844 erschien.

### Untersuchungen über Elektrizität (1845 bis 1855)

#### Magnetismus und Licht
Im Juni 1845 nahm Faraday am Jahrestreffen der British Association for the Advancement of Science in Cambridge teil. Dort begegnete er dem jungen William Thomson, dem späteren Lord Kelvin. Anfang August erhielt Faraday von Thomson einen Brief, in dem sich dieser nach dem Einfluss eines lichtdurchlässigen Nichtleiters auf polarisiertes Licht erkundigte. Faraday erwiderte, dass er 1833 ergebnislos derartige Versuche durchgeführt habe, und versprach, sich der Frage nochmals zuzuwenden. Mit einer leuchtstarken Argand-Lampe wiederholte er Ende August bis Anfang September mit verschiedenen Materialien seine Versuche, erzielte jedoch keinen Effekt. Der Effekt, nach dem Faraday gesucht hatte, der elektrooptische Kerr-Effekt, wurde erst dreißig Jahre später durch John Kerr nachgewiesen.
Am 13. September 1845 schickte Faraday polarisiertes Licht durch die zuvor benutzten Materialien, die er dem Einfluss eines starken Magneten aussetzte. Die ersten Versuche mit Luft und Flintglas erbrachten keine Ergebnisse. Als er ein im Rahmen seiner Glasexperimente in den 1820er Jahren hergestelltes Bleiborat-Glas benutzte, fand er beim Durchgang eine schwache, aber erkennbare Drehung der Polarisationsebene, wenn er den Lichtstrahl parallel zu den Magnetfeldlinien ausrichtete. Er setzte seine Experimente fort und wurde zunächst bei einer weiteren seiner alten Glasproben fündig, bevor er den Effekt an weiteren Materialien, darunter Flintglas, Kronglas, Terpentinöl, Halitkristall, Wasser und Ethanol, nachweisen konnte. Faraday hatte den Nachweis erbracht, dass Licht und Magnetismus zwei miteinander verbundene physikalische Phänomene waren. Seine Ergebnisse veröffentlichte er unter dem Titel Über die Magnetisierung des Lichts und die Belichtung der Magnetkraftlinien. Der von Faraday gefundene magnetooptische Effekt wird heute als Faraday-Effekt bezeichnet.
Faraday stellte sich sofort die Frage, ob auch der umgekehrte Effekt existiere und Licht etwas elektrisieren oder magnetisieren könne. Ein Versuch dazu, bei dem er eine Drahtspule dem Sonnenlicht aussetzte, scheiterte jedoch.
Während einer Freitagabendvorlesung Anfang April 1846 äußerte Faraday einige Spekulationen über „Schwingungsstrahlungen“, die er zwei Wochen später in einem Brief an das Philosophical Magazine schriftlich niederlegte. In ihr skizzierte er die Möglichkeit, dass Licht durch transversale Schwingungen von Kraftlinien entstehen könnte. Faradays Spekulation war eine Anregung für James Clerk Maxwell bei der Entwicklung seiner elektromagnetischen Theorie des Lichtes, die er 18 Jahre später formulierte.

#### Magnetische Stoffeigenschaften

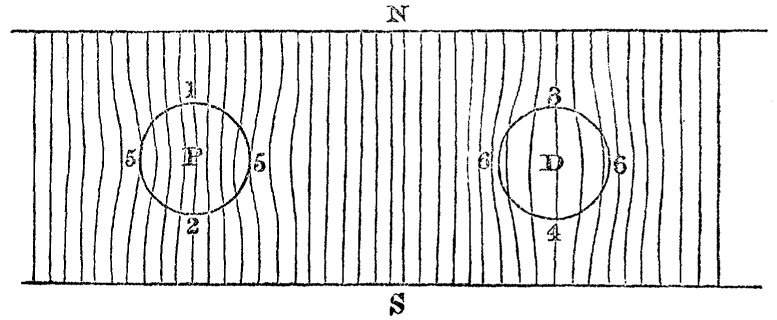
Faradays anschauliche Darstellung des Verlaufs der magnetischen Feldlinien in einem paramagnetischen (P) und einem diamagnetischen (D) Körper

Die Experimente mit polarisiertem Licht zeigten Faraday, dass ein nichtmagnetischer Stoff durch Magnetismus beeinflusst werden kann. Für seine weiteren Experimente lieh er sich einen starken Elektromagneten von der Royal Military Academy in Woolwich aus. Er befestigte eine Bleiboratglasprobe an zwei Seidenfäden und hängte sie zwischen die zugespitzten Polschuhe des Elektromagneten. Als er den elektrischen Stromkreis schloss, beobachtete er, dass sich die Glasprobe von den Polschuhen fortbewegte und sich senkrecht zur gedachten Verbindungslinie zwischen den Polschuhen ausrichtete. Sie verhielt sich damit anders als magnetische Materialien, die sich entlang der Verbindungslinie ausrichteten. Faraday fand schnell eine Vielzahl von Materialien, die sich wie seine Glasprobe verhielten, darunter Holz, Olivenöl, Apfel, Rindfleisch und Blut. Die deutlichsten Effekte erzielte er mit einem Bismutbarren. In Analogie zum Begriff „dielektrisch“ bezeichnete Faraday diese Stoffe am 18. September 1845 in seinem Labortagebuch als „dimagnetisch“. Erneut half Whewell Faraday bei der Begriffsbildung. Whewell korrigierte die von Faraday benutzte Vorsilbe in dia für ‚durch‘, da die Wirkung durch die Körper hindurch stattfand („diamagnetisch“), und schlug vor, alle Substanzen, die sich nicht so verhielten, als „paramagnetisch“ zu bezeichnen. In seinem Labortagebuch benutzte Faraday in diesem Zusammenhang am 7. November erstmals den Begriff „Magnetfeld“. Faradays Entdeckung des Diamagnetismus führte zur Herausbildung der Magnetochemie, die sich mit den magnetischen Eigenschaften von Materialien beschäftigt.

#### Kraftlinien und Felder
Nach seiner Entdeckung des Einflusses eines Magnetfeldes auf polarisiertes Licht kam Faraday immer mehr zu der Auffassung, dass Kraftlinien eine reale physikalische Bedeutung haben könnten. Das ungewöhnliche Verhalten diamagnetischer Körper ließ sich nur schwer mit den herkömmlichen Magnetpolen erklären und führte zu einem Disput zwischen Faraday und Wilhelm Eduard Weber, der glaubte, nachweisen zu können, dass der Magnetismus wie die Elektrizität polarer Natur sei. 1848 begann Faraday mit neuen Experimenten das Verhalten von diamagnetischen Körpern unter dem Einfluss eines Magneten zu untersuchen. Dabei entdeckte er, dass Kristalle sich entlang bestimmter Vorzugsachsen orientieren (Magnetische Anisotropie). Dieses Verhalten ließ sich nicht mit den bisher genutzten Begriffen von Anziehung oder Abstoßung deuten. In seinem Untersuchungsbericht sprach Faraday erstmals von einem magnetischen Feld, das zwischen zwei Magnetpolen besteht und dessen Wirkung ortsabhängig ist.
1852 fasste Faraday seine Ansichten über Kraftlinien und Felder im Artikel On the physical character of the lines of magnetic force (Über den physikalischen Charakter der magnetischen Kraftlinien) zusammen. Darin lehnte er eine Fernwirkung der Gravitationskräfte ab und vertrat die Auffassung eines mit der Masse eines Körpers verbundenen Gravitationsfeldes.

#### Elektrizität und Gravitation
Faradays Interesse für Gravitation reichte bis in die Mitte der 1830er Jahre zurück. Ende 1836 las er eine Arbeit des Italieners Ottaviano Fabrizio Mossotti, in der dieser die Gravitation auf elektrische Kräfte zurückführte. Faraday war anfangs von der Arbeit begeistert, ließ sie ins Englische übersetzen und sprach in einer Freitagabendvorlesung über sie. Später verwarf er jedoch Mossottis Erklärung, da er zu der Überzeugung gelangt war, die Unterschiede, wie die Schwerkraft gegenüber anderen Kräften wirkt, seien zu groß. In den nächsten Jahren spekulierte Faraday häufig darüber, auf welche Weise die Schwerkraft mit anderen Kräften in Beziehung stehen könnte. Im März 1849 begann er zu überlegen, wie ein Zusammenhang zwischen Gravitation und Elektrizität experimentell nachzuweisen sei. Er stellte sich die Gravitation als eine Kraft mit zwei komplementären Komponenten vor, bei der ein Körper positiv ist, wenn er sich zur Erde hin und negativ, wenn er sich von ihr wegbewegt. Er stellte die These auf, dass diese beiden Bewegungen mit entgegengesetzten elektrischen Zuständen verbunden seien. Für seine Versuche konstruierte Faraday eine Drahtspule, die er mit einem Galvanometer verband und aus großer Höhe fallen ließ. Er konnte jedoch bei keiner Messung einen Effekt nachweisen. Trotz des negativen Ausganges der Versuche beschrieb er seine Bemühungen in der Baker-Vorlesung vom 28. November 1850.
Im Februar 1859 begann Faraday erneut eine Reihe von Experimenten, mit denen er einen Zusammenhang zwischen Gravitation und Elektrizität nachzuweisen hoffte. Aufgrund des zu erwartenden geringen Effektes benutzte er einige hundert Kilogramm schwere Bleimassen, die er vom 50 Meter hohen Schrotturm in Lambeth fallen ließ. Mit anderen Experimenten hoffte er, eine Temperaturänderung beim Heben und Senken einer Masse nachweisen zu können. Am 9. Juli 1859 brach Faraday die Versuche erfolglos ab. Er verfasste darüber den Aufsatz Note on the Possible Relation of Gravity with Electricity or Heat, den er am 16. April 1860 fertigstellte und der wie gewohnt in den Philosophical Transactions erscheinen sollte. George Gabriel Stokes, der befand, dass die Arbeit nicht veröffentlichungswürdig sei, da er nur negative Ergebnisse vorzuweisen habe, empfahl Faraday, seinen Artikel zurückzuziehen, was dieser nach Erhalt von Stokes Brief umgehend tat.

### Popularisierung von Naturforschung und Technik

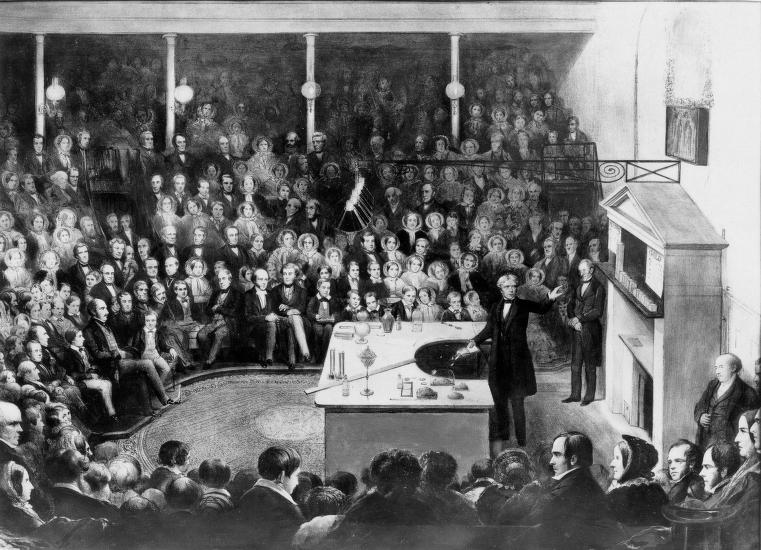
Lithografie von Alexander Blaikley (1816–1903), die Michael Faraday am 27. Dezember 1855 bei einer seiner Weihnachtsvorlesungen zeigt, an der auch Prinz Albert und Prinz Alfred teilnahmen

Kurz nach seiner Ernennung zum Labordirektor der Royal Institution Anfang 1825 öffnete Faraday die Laboratorien des Instituts für die Treffen der Institutsmitglieder. An drei bis vier Freitagabenden wollte er vor interessierten Mitgliedern von Experimenten begleitete Chemievorträge abhalten. Aus diesen informellen Treffen entwickelte er das Konzept der regelmäßig stattfindenden Freitagabendvorlesungen, bei denen Themen aus Naturforschung und Technik für Laien verständlich dargestellt werden sollten. Bei der ersten Freitagabendvorlesung am 3. Februar 1826 sprach Faraday über Kautschuk. Von den 17 Vorlesungen des ersten Jahres hielt er sechs zu Themen wie Isambard Kingdom Brunels Gasverflüssiger, Lithografie und den Thames Tunnel. Nach Faradays Ansicht sollten die Vorlesungen Spaß machen, unterhalten, bilden und vor allem anregend sein. Seine Vorlesungen wurden aufgrund der schlichten Vortragsweise sehr populär und waren stets gut besucht. Bis 1862 gab Faraday insgesamt 126 dieser einstündigen Vorlesungen. Als Sekretär des Komitees für die „Weekly Evening Meetings“ sorgte Faraday dafür, dass die Vorträge in der Literary Gazette und im Philosophical Magazin veröffentlicht wurden und auf diese Weise einem noch breiteren Publikum zugänglich waren.
Neben den Freitagabendvorlesungen wurde zum Jahreswechsel 1825/26 erstmals eine Weihnachtsvorlesung abgehalten, die sich speziell an jugendliche Hörer richtete. Bis Anfang der 1860er Jahre prägte Faraday die Ausgestaltung der Weihnachtsvorlesungen wesentlich. Von 1827 an war er für insgesamt 19 Folgen verantwortlich, die meist aus sechs Einzelvorlesungen bestanden. 1860/61 nutzte er seine Notizen der bereits 1848/49 abgehaltenen Vorlesung mit dem Titel Chemical History of a Candle (Naturgeschichte einer Kerze). Auf Betreiben von William Crookes wurde Faradays Weihnachtsvorlesung mitgeschrieben und erschien als sechsteilige Artikelfolge in Crookes Chemical News. Die kurze Zeit später erschienene Buchfassung gilt als eines der erfolgreichsten populärwissenschaftlichen Bücher und wurde in zahlreiche Sprachen übersetzt.

### Im öffentlichen Dienst

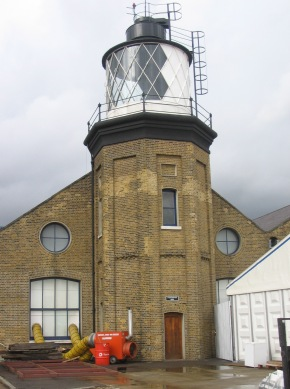
Einer der beiden Leuchttürme bei Trinity Buoy Wharf, die von Faraday für seine Experimente genutzt wurden.

Neben seiner Forschungs- und Vorlesungstätigkeit war Faraday in vielfältiger Weise für den britischen Staat tätig. Im Sommer 1829 wandte sich Percy Drummond († 1843), Lieutenant Governor der Royal Military Academy in Woolwich, an Faraday und fragte ihn, ob er bereit sei, als Nachfolger des Geologen John MacCulloch den Posten des Professors für Chemie an der Akademie zu übernehmen. Nach längeren Verhandlungen, bei denen es vorwiegend um seine Pflichten und die Bezahlung ging, sagte Faraday zu. Bis 1852 hielt er in Woolwich jährlich 25 Vorlesungen.
Ab dem 4. Februar 1836 war Faraday als wissenschaftlicher Berater für die Schifffahrtsbehörde Trinity House tätig, die unter anderem die englischen Leuchttürme betreibt. Er war verantwortlich für die chemische Analyse der beim Betrieb der Leuchttürme eingesetzten Materialien und begutachtete neue Beleuchtungssysteme, die Trinity House für den Einsatz vorgeschlagen worden waren. Faraday sorgte für die Modernisierung der englischen Leuchttürme. Vorbild waren ihm dabei die französischen Leuchttürme, bei denen zur Verbesserung der Lichtstärke Fresnel-Linsen eingesetzt wurden. Er begleitete auch die ersten Versuche zu ihrer Elektrifizierung. In Blackwall an der Themse gab es zwei speziell für seine Untersuchungen errichtete Leuchttürme.
Im Auftrag der Regierung war Faraday an der Untersuchung zweier heikler Unfälle beteiligt. Am 13. April 1843 zerstörte eine Explosion die vom Ordnance Office geführte Schießpulverfabrik in Waltham Abbey (Essex), woraufhin Faraday mit der Ursachenanalyse betraut wurde. In seinem Bericht an den Labordirektor der Militärakademie von Woolwich James Pattison Cockburn (1779?–1847) zählte er mehrere mögliche Ursachen auf und gab Ratschläge, wie diese Probleme zukünftig vermieden werden könnten. Gemeinsam mit Charles Lyell und Samuel Stutchbury (1798–1859) erhielt er im Oktober 1844 vom Home Office den Auftrag, die Explosion in der Haswell-Grube in Durham zu untersuchen, bei der am 28. September 95 Menschen ums Leben gekommen waren. Lyell und Faraday erkannten, dass der Kohlenstaub eine wesentliche Rolle bei der Explosion gespielt hatte, und empfahlen die Einführung eines besseren Bewetterungssystemes.
Ein erheblicher Teil Faradays beratender Tätigkeit befasste sich mit der Konservierung von Gegenständen und Gebäuden. Ab 1853 beriet er das Select Committee on the National Gallery bei der Konservierung von Gemälden. Beispielsweise untersuchte er den Einfluss der Gasbeleuchtung auf Gemälde. Anfang 1856 wurde Faraday in die Royal Commission berufen, die sich mit der Zukunft des Standortes der National Gallery befasste. Im Auftrag von Thomas Leverton Donaldson (1795–1885) untersuchte er für das British Museum, ob die Elgin Marbles ursprünglich bemalt waren. 1859 beriet er das Metropolitan Board of Works bei der Auswahl eines Mittels zur Behandlung der Kalksteine des kürzlich wiedererbauten Houses of Parliament, die sich unter dem Einfluss der schwefelhaltigen Londoner Luft zersetzten.

### Religiöses Wirken

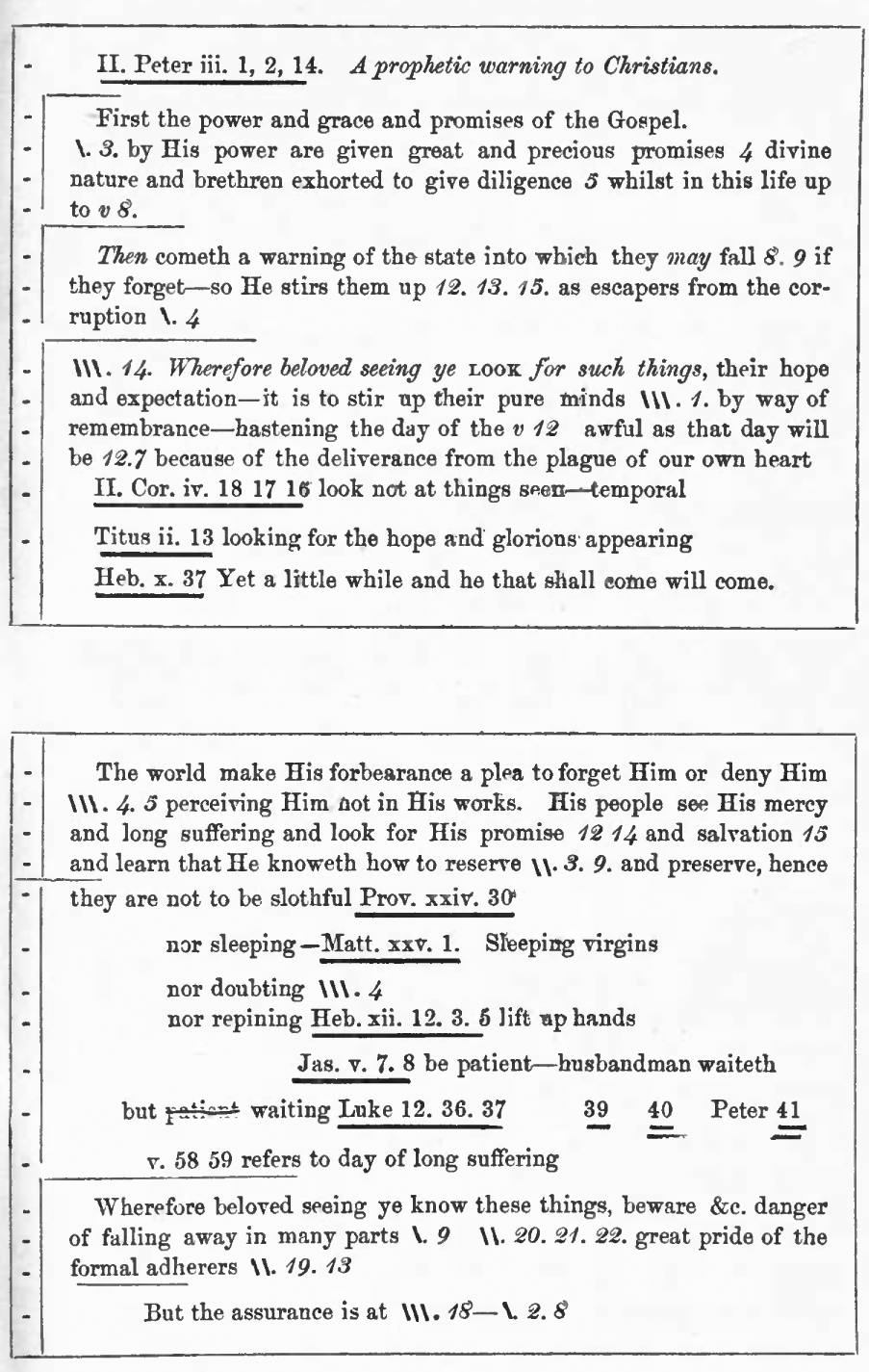
Auf solchen Karten vermerkte Faraday die Bibelstellen, aus denen er vortragen wollte.

Faraday war ein zutiefst religiöser Mensch. Sein Vater gehörte der kleinen christlichen Sekte der Sandemanianer an, die sich Ende der 1720er Jahre von der Church of Scotland losgesagt hatten. Sie gründeten ihren Glauben und dessen Ausübung auf eine wörtliche Auslegung der Bibel. Im Großraum London gab es zur damaligen Zeit etwa einhundert und in ganz Großbritannien etwa eintausend Sandemanianer. Bereits als Kind begleitete Faraday seinen Vater zu den sonntäglichen Predigten. Kurz nach seiner Hochzeit mit Sarah Barnard, die ebenfalls Mitglied der Sandemanianer war und deren Vater der Gemeinde als Ältester („Elder“) diente, legte er am 15. Juli 1821 seinen Eid ab und wurde Mitglied.
Als Zeichen ihrer hohen Wertschätzung wählte die Londoner Gemeinde Faraday am 1. Juli 1832 zum Diakon und am 15. Oktober 1840 zu einem der drei Ältesten. In den folgenden dreieinhalb Jahren gehörte es zu seinen Verpflichtungen, an jedem zweiten Sonntag die Predigt zu halten, auf die er sich genauso sorgfältig wie auf seine Vorlesungen vorbereitete. Am 31. März 1844 wurde Faraday bis zum 5. Mai aus der Gemeinde ausgeschlossen. Die Gründe hierfür sind nicht ganz geklärt, sind aber nicht in einer persönlichen Verfehlung Faradays zu suchen, sondern auf eine Kontroverse innerhalb der Sandemanianer zurückzuführen, da neben Faraday zu dieser Zeit auch zahlreiche weitere Mitglieder ausgeschlossen wurden. In seine Position als Ältester wurde er erst wieder am 21. Oktober 1860 gewählt. Bis 1864 war Faraday wieder regelmäßig für die Predigten zuständig und erhielt den Kontakt zu anderen sandemanianischen Gemeinden, so beispielsweise in Chesterfield, Glasgow und Dundee, aufrecht. Seine Predigten bestanden aus einer Reihe von Zitaten aus dem Alten und Neuen Testament, die er kommentierte. Seine religiösen Ansichten waren für ihn eine sehr private Angelegenheit und er äußerte sich nur selten gegenüber seinen Briefpartnern oder in der Öffentlichkeit darüber.

### Letzte Jahre

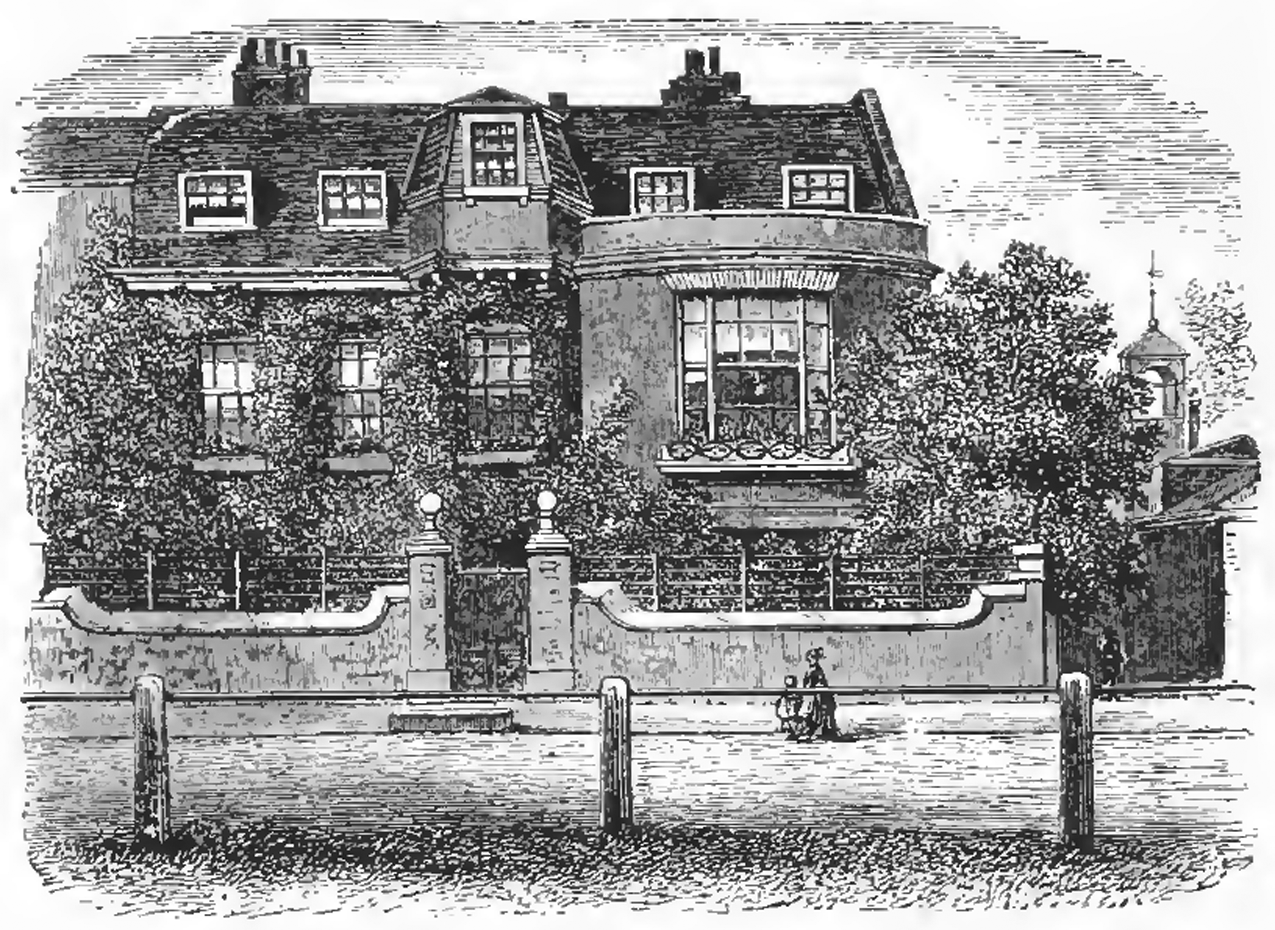
Das Haus der Faradays in Hampton Court Green

Der dritte und letzte Band der Experimental Researches in Electricity, den Faraday Anfang 1855 zusammenstellte, umfasste alle seine seit 1846 in den Philosophical Transactions veröffentlichten Arbeiten. Zusätzlich nahm er zwei im Philosophical Magazine publizierte Artikel auf, die an die 29. Folge der Experimental Researches in Electricity anschlossen und seine charakteristische Abschnittsnummerierung fortsetzten. Einige kürzere Artikel ergänzten den Band. Insgesamt publizierte Faraday 450 wissenschaftliche Artikel.
Durch Vermittlung von Prinz Albert bezogen die Faradays
im September 1858 ein Haus in Hampton Court Green, das Königin Victoria gehörte und sich in unmittelbarer Nähe des Hampton Court Palace befand. Im Oktober 1861 bat der siebzigjährige Faraday die Manager der Royal Institution um seine Entlassung aus dem Institutsdienst. Diese lehnten sein Ersuchen jedoch ab und erließen ihm nur die Verantwortung für die Weihnachtsvorlesungen.
Am 25. November 1861 begann Faraday eine letzte Versuchsreihe, bei der er mit einem von Carl August von Steinheil konstruierten Spektroskop die Auswirkungen eines Magnetfeldes auf das Lichtspektrum einer Flamme untersuchte. Seinen letzten Eintrag im Labortagebuch machte er am 12. März 1862. Die Versuche blieben wegen der nicht ausreichend empfindlichen Messanordnung erfolglos; der Zeeman-Effekt wurde erst 1896 entdeckt.
Am 20. Juni 1862 hielt Faraday vor über 800 Zuhörern seinen letzten Freitagabendvortrag On Gas Furnaces (Über Gasöfen) und beendete seine fast vier Jahrzehnte andauernde Vortragstätigkeit für die Royal Institution. Im Frühjahr 1865 wurde er auf einmütigen Beschluss der Manager der Royal Institution von allen seinen Verpflichtungen entbunden. Bis zum Mai 1865 stand er mit seinem Rat noch der Schifffahrtsbehörde zur Verfügung.
Faraday starb am 25. August 1867 in seinem Haus in Hampton Court und wurde fünf Tage später auf dem Highgate Cemetery begraben.

## Rezeption und Nachwirkung

### Herausbildung der Elektrodynamik

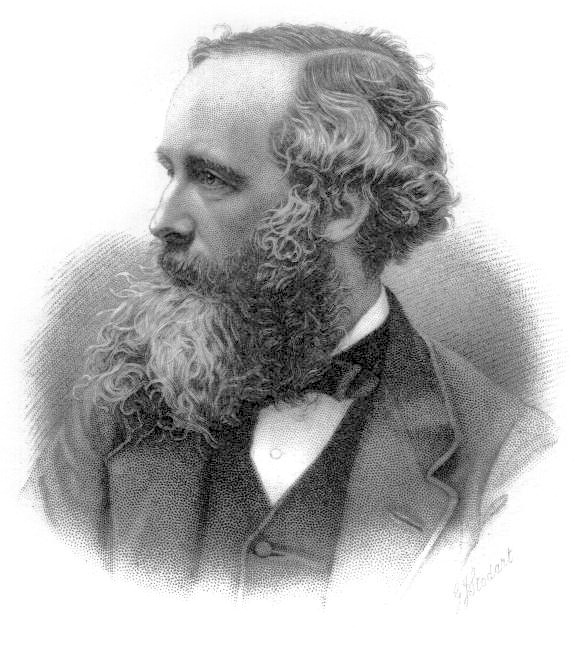
James Clerk Maxwell

„Faraday ist der Vater der erweiterten Lehre des Elektromagnetismus und wird dies immer bleiben.“

„Faraday sah im Geiste die den ganzen Raum durchdringenden Kraftlinien, wo die Mathematiker fernwirkende Kraftzentren sahen; Faraday sah ein Medium, wo sie nichts als Abstände sahen; Faraday suchte das Wesen der Vorgänge in den reellen Wirkungen, die sich in dem Medium abspielten, jene waren aber damit zufrieden, es in den fernwirkenden Kräften der elektrischen Fluida gefunden zu haben…“

Faradays Konzepte und seine Ansicht von der Einheitlichkeit der Natur, die ohne eine einzige mathematische Formel auskamen, hinterließen beim jungen James Clerk Maxwell einen tiefen Eindruck. Maxwell stellte es sich zur Aufgabe, Faradays experimentelle Befunde und ihre Beschreibung mittels Kraftlinien und Felder in eine mathematische Darstellung zu überführen. Maxwells erster größerer Aufsatz über Elektrizität On Faraday’s Lines of Force (Über Faradays Kraftlinien) erschien 1856. Auf Grundlage einer Analogie zur Hydrodynamik stellte Maxwell darin eine erste Theorie des Elektromagnetismus auf, indem er die Vektorgrößen elektrische Feldstärke, magnetische Feldstärke, elektrische Stromdichte und magnetische Flussdichte einführte und mit Hilfe des Vektorpotentials zueinander in Beziehung setzte. Fünf Jahre später berücksichtigte Maxwell in On Physical Lines of Force (Über physikalische Kraftlinien) auch das Medium, in dem die elektromagnetischen Kräfte wirkten. Er modellierte das Medium durch elastische Eigenschaften. Daraus ergab sich, dass eine zeitliche Änderung eines elektrischen Feldes zu einem zusätzlichen Verschiebungsstrom führt. Außerdem ergab sich, dass Licht eine transversale Wellenbewegung des Mediums ist, womit Faradays Spekulation über die Natur des Lichtes bestätigt wurde. Die weitere Ausarbeitung der Theorie durch Maxwell führte 1864 schließlich zur Formulierung der Maxwellschen Gleichungen, welche die Grundlage der Elektrodynamik bilden und mit denen sich alle von Faraday gefundenen elektromagnetischen Entdeckungen erklären lassen. Eine der vier Maxwellschen Gleichungen ist eine mathematische Beschreibung der von Faraday entdeckten elektromagnetischen Induktion.

### Öffentliche Wahrnehmung

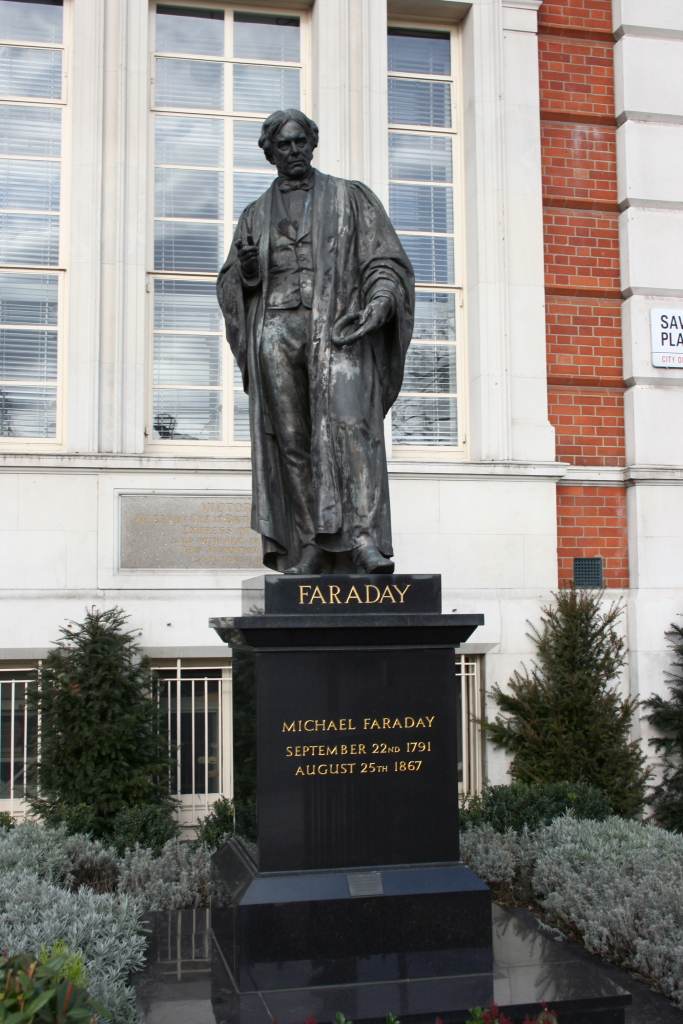
Die 1989 eingeweihte Bronzestatue in der Nähe der Waterloo Bridge ist eine der wenigen Statuen im Londoner Freiland, die einem Wissenschaftler gewidmet sind.

„Ihn zeichnete eine unbeschreibliche Raschheit und Lebendigkeit aus. Der Widerschein seines Genius umgab ihn mit einer ganz besonderen, strahlenden Aura. Diesen Charme spürte gewiß jeder – ob tiefsinniger Philosoph oder schlichtes Kind –, der den Vorzug genoß, ihn in seinem Zuhause zu erleben – in der Royal Institution.“

Am Ende des 19. Jahrhunderts wurde Faraday als Erfinder des Elektromotors, des Transformators und des Generators sowie als Entdecker von Benzol, des magnetooptischen Effektes, des Diamagnetismus und als Schöpfer der elektromagnetischen Feldtheorie wahrgenommen. 1868 erschien John Tyndalls Biografie Faraday as a Discoverer (Faraday und seine Entdeckungen). Tyndall, der Nachfolger von Brande an der Royal Institution war, beschrieb darin hauptsächlich Faradays wissenschaftliche Entdeckungen. Hermann Helmholtz, der Tyndalls Biografie ins Deutsche übersetzte, ergänzte diese durch zahlreiche biografische Anmerkungen. Kurz darauf publizierte Henry Bence Jones, Sekretär der Royal Institution und Arzt Faradays, eine typische viktorianische „Life-and-Letters“-Biografie, für die er auf Faradays Briefe, seine Labortagebücher und andere unveröffentlichte Manuskripte zurückgriff und Ausschnitte aus Tyndalls Biografie nutzte. Bence Jones zweibändige Biografie ist noch heute eine wichtige Quelle, da einige der darin zitierten Briefe und Tagebücher nicht mehr auffindbar sind. Diese und weitere Darstellungen von Faraday führten zu einem Bild eines Forschers, der allein und in der Abgeschiedenheit seines Labors an der Royal Institution den Naturgeheimnissen auf den Grund ging.

### Instrumentalisierung

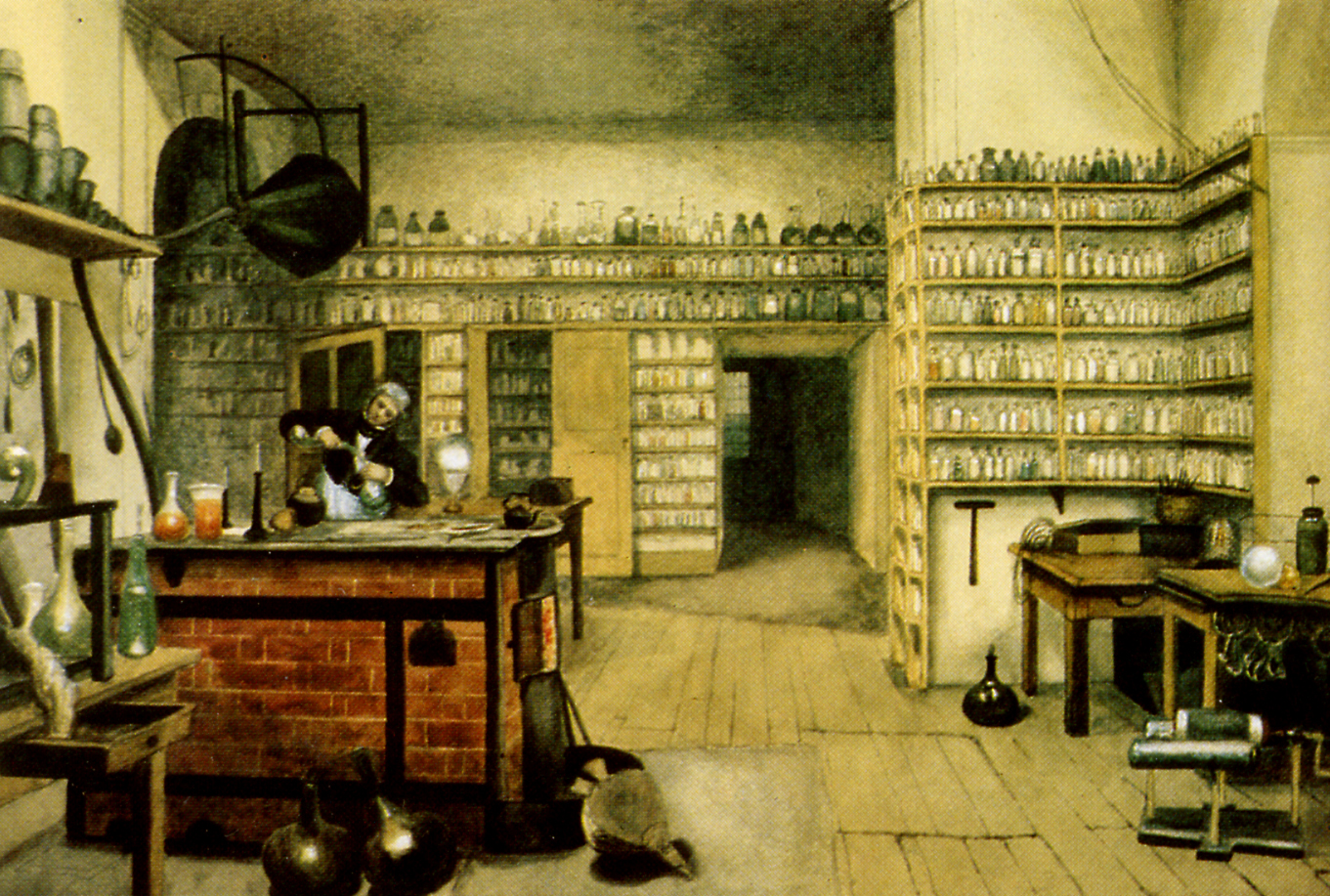
Nach diesem Aquarell von Harriet Moore (1801–1884) wurde für die Ausstellung von 1931 im Obergeschoss der Royal Albert Hall Faradays Labor rekonstruiert.

Nach dem Ende des Ersten Weltkrieges versuchten die etablierte Gasindustrie und die aufstrebende Elektroindustrie, deren Ziel die umfassende Elektrifizierung Großbritanniens war und die sich damit in unmittelbarer Konkurrenz zur Gasindustrie befand, in den 1920er Jahren die Bekanntheit Faradays für ihre jeweiligen Ziele zu nutzen. Anlässlich des einhundertsten Jahrestages der Entdeckung von Benzol konstituierte sich unter dem Vorsitz des Chemikers Henry Edward Armstrong ein Komitee aus Mitgliedern der Royal Institution, der Chemical Society, der Society of Chemical Industry und der Association of British Chemical Manufacturers. Während der Feierlichkeiten im Juni 1925 wurde hervorgehoben, welche Bedeutung Faraday für die moderne Chemieindustrie habe, und er wurde als „Vater der Chemieindustrie“ zelebriert.
Auf Initiative von Walter Adolph Vignoles (1874–1953), Direktor der Electrical Development Association, und mit Unterstützung von William Henry Bragg, Direktor des Davy-Faraday Research Laboratory an der Royal Institution, wurde im Februar 1928 ein neunköpfiges Komitee berufen, das die Feierlichkeiten aus Anlass des einhundertsten Jahrestages der Entdeckung der elektromagnetischen Induktion 1931 organisieren sollte. Vom 23. September bis 3. Oktober 1931 fand in der Royal Albert Hall eine Ausstellung zu Ehren Faradays und seiner Entdeckung statt. Den Mittelpunkt der Ausstellung bildete eine Kopie der von John Henry Foley (1818–1874) und Thomas Brock (1847–1922) geschaffenen Skulptur, die sich seit 1876 in der Royal Institution befand und die Faraday in akademischer Kleidung mit seinem Induktionsring zeigte. In unmittelbarer Nähe der Skulptur befanden sich die einfachen Dinge, mit denen Faraday seine ersten Experimente durchführte: ein Draht, ein Magnet und ein Quecksilbertropfen. Die Skulptur bildete den Mittelpunkt für die darum kreisförmig angeordneten Ausstellungsstände. Auf den der Skulptur nächstgelegenen Ständen wurden die von Faraday für die einzelnen Experimente benutzten Apparaturen und seine damit verbundenen Aufzeichnungen gezeigt. Die äußeren Stände demonstrierten die daraus hervorgegangenen modernen Technologien der Elektroindustrie. Eine 12-seitige Broschüre, die die Ausstellung begleitete und von der etwa 100.000 Kopien verteilt wurden, trug den Titel Faraday: The Story of an Errand-Boy. Who Changed the World (Faraday: Die Geschichte eines Laufburschen, der die Welt veränderte). Die aufwändige Ausstellung von 1931 und die damit verbundenen Feierlichkeiten waren einerseits dem Bestreben der Elektroindustrie geschuldet, Elektrizität in vermarktbare Produkte zu verwandeln. Andererseits unterstützten sie auch das Bestreben der Naturwissenschaftler, zu zeigen, wie Grundlagenforschung zur Entwicklung neuer Technologien beitragen kann.

### Auszeichnungen und Würdigung
Faradays Biograf Henry Bence Jones verzeichnet insgesamt 95 Ehrentitel und Auszeichnungen. Die erste Würdigung durch eine Gelehrtengesellschaft wurde Faraday 1823 durch die Cambridge Philosophical Society zuteil, die ihn als ihr Ehrenmitglied aufnahm. 1832 wurde er in die American Academy of Arts and Sciences, 1835 in die Göttinger Akademie der Wissenschaften und die Royal Society of Edinburgh sowie 1840 in die American Philosophical Society gewählt. Auf Bestreben von Jean-Baptiste André Dumas wurde Faraday 1844 als eines der acht Auslandsmitglieder in die Académie des sciences gewählt. 1847 wurde er als auswärtiges Mitglied in die Bayerische Akademie der Wissenschaften sowie als assoziiertes Mitglied in die Académie royale des Sciences, des Lettres et des Beaux-Arts de Belgique und 1851 in die Königlich Niederländische Akademie der Wissenschaften aufgenommen. Im Jahre 1857 wurde er zum Mitglied der Leopoldina gewählt. 1864 wurde er letztmals durch die Società Reale di Napoli geehrt, die ihn als assoziiertes Auslandsmitglied führte. Ebenfalls 1864 wurde er in die National Academy of Sciences gewählt.
Die Royal Society zeichnete ihn mit der Copley-Medaille (1832 und 1838), der Royal Medal (1835 und 1846) und der Rumford-Medaille (1846) aus. Das Angebot, Präsident der Royal Society zu werden, lehnte Faraday zweimal (1848 und 1858) ab. 1842 erhielt Faraday den preußischen Verdienstorden Pour le Mérite.
Ein speziell für die Verlegung von Seekabeln gebauter Kabelleger, die Faraday, wurde 1874 von seinem Konstrukteur Carl Wilhelm Siemens nach Faraday benannt. Der in Paris tagende Congrès international d’électriciens (Internationaler Elektrikerkongress) beschloss am 22. September 1881, die Einheit für die elektrische Kapazität zu seinen Ehren Farad zu nennen. Ebenso sind nach ihm der Mondkrater Faraday und der Asteroid Faraday benannt. William Whewell ehrte Faraday und Davy mit der Benennung einer seiner „Epochen der Chemie“.
Am 5. Juni 1991 emittierte die Bank of England eine neue 20-Pfund-Sterling-Banknote mit dem Bildnis von Faraday, die bis zum 28. Februar 2001 gültiges Zahlungsmittel war.
Mehrere Preise sind nach ihm benannt, unter anderem die Faraday-Medaille (IOP), Faraday-Medaille (IEE) und der Michael-Faraday-Preis der Royal Society.
Nach ihm benannt ist die Pflanzengattung Faradaya F.Muell. aus der Familie der Lippenblütler (Lamiaceae).

### Nachlass und Briefwechsel

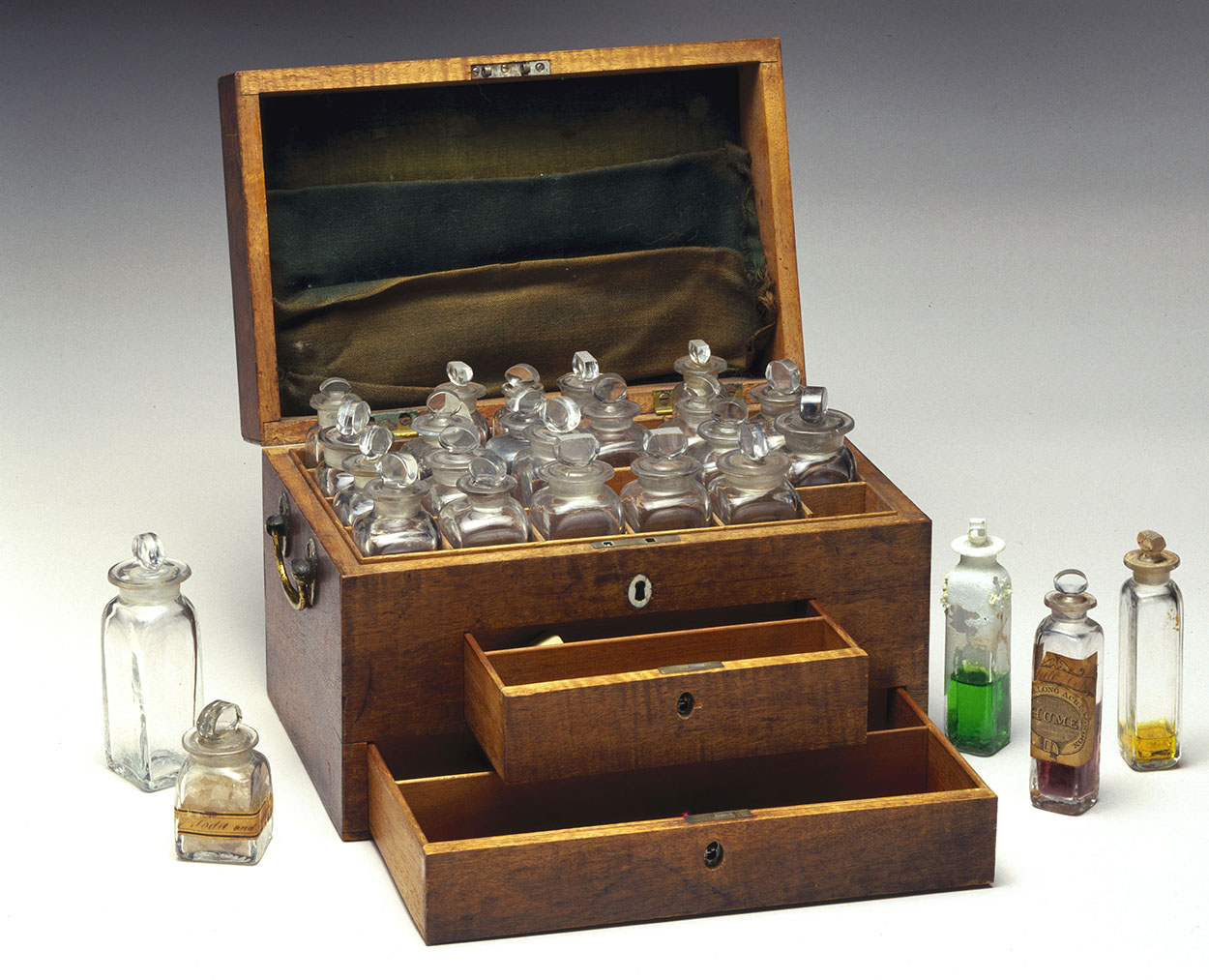
Holzkiste von Michael Faraday zur Verwahrung von Chemikalien und Schriftstücken, 19. Jahrhundert

Faradays schriftlicher Nachlass ist wahrscheinlich der umfangreichste, den ein Naturforscher in der Geschichte der Naturwissenschaften hinterlassen hat. Er umfasst seine Labortagebücher, Tagebücher, Commonplace-Books, Notizen, Manuskripte, Briefe, Bücher und anderes. Im Nachlass finden sich Aufzeichnungen zu etwa 30.000 von Faraday durchgeführten Experimenten.
Anfang 1855 gab Faraday erste Anweisungen zur Regelung seines Nachlasses. Er hinterließ der Royal Institution seine Labortagebücher, einige Sonderdrucke und andere persönliche Dinge. Nach Faradays Tod erhielt die Royal Institution weiteres Material von seiner Frau Sarah. Trinity House überließ sie die Akten mit seinen Arbeiten für die Behörde. Diese befinden sich heute in der Guildhall Library. Etliche Stücke gab sie zur Erinnerung an Faraday an Freunde und Verwandte. Ein Teil davon gelangte Ende 1915 in den Besitz der Institution of Electrical Engineers. Die Manuskripte von Faradays Artikeln für die Philosophical Transactions wurden, nachdem er sie zur Veröffentlichung eingereicht hatte, Eigentum der Royal Society. Die Hälfte von ihnen blieb bewahrt. Von Faradays Korrespondenz sind etwa 4800 Briefe erhalten, die sich in 230 Archiven auf der ganzen Welt befinden.

## Schriften

### Englische Erstausgaben
- Chemical Manipulation: Being Instructions to Students in Chemistry on the Methods of Performing Experiments of Demonstration or of Research, with Accuracy and Success. 1. Auflage, W. Phillips, London 1827 (online).
- Experimental Researches in Electricity. 3 Bände, R. Taylor & W. Francis, London 1839–1855 (Band 1, Band 2, Band 3).
- Experimental Researches in Chemistry and Physics. R. Taylor & W. Francis, London 1859 (Digitalisat).
- A Course of Six Lectures on the Various Forces of Matter, and Their Relations To Each Other. Richard Griffin & Co., London Glasgow 1860 (Digitalisat).
- A Course of Six Lectures on the Chemical History of a Candle: To Which is Added a Lecture on Platinum. Harper & Brothers, New York 1861 (Digitalisat).

### Deutsche Erstausgaben
- Chemische Manipulation oder das eigentlich Practische der sichern Ausführung chemischer Arbeiten und Experimente. Verlag des Landes-Industrie-Comptoir, Weimar 1828, 1832.
- Experimental-Untersuchungen über Elektricität. 3 Bände, übersetzt von Salomon Kalischer, Verlag von Julius Springer, Berlin 1889–1891.
- Naturgeschichte einer Kerze. Sechs Vorlesungen für die Jugend, aus dem Englischen übertragen von Lüdicke, Robert Oppenheim, Berlin 1871.
- Die verschiedenen Kräfte der Materie und ihre Beziehungen zu einander. Sechs Vorlesungen für die Jugend, übersetzt von H. Schröder, Robert Oppenheim, Berlin [1872].

### Aktuelle deutsche Ausgaben
Nach der aus dem Englischen von Salomon Kalischer übersetzten Ausgabe von 1889 bis 1891 mit einer Einleitung von Friedrich Steinle:
- Experimental-Untersuchungen über Elektricität. Band 1, Harri Deutsch Verlag, 2004, ISBN 3-8171-3292-1.
- Experimental-Untersuchungen über Elektricität. Band 2, Harri Deutsch Verlag, 2004, ISBN 3-8171-3293-X.
- Experimental-Untersuchungen über Elektricität. Band 3, Harri Deutsch Verlag, 2004, ISBN 3-8171-3294-8.

### Biografien
Klassische
- James Arnold Crowther: The Life and Discoveries of Michael Faraday. London 1920 (Digitalisat).
- John Hall Gladstone: Michael Faraday: His Life and Work. Macmillan & Co., London 1872 (Digitalisat).
- Henry Bence Jones: The Life and Letters of Michael Faraday. 2 Bände, Longmans, Green, London 1870 (Band 1, Band 2).
- Silvanus Phillips Thompson: Michael Faraday, His Life and Work. Cassel & Co., London 1898 (Digitalisat).
- John Tyndall: Faraday as a Discoverer. Longmans, Green & Co., London 1868 (Digitalisat) (deutsch: Faraday und seine Entdeckungen. Übersetzt von Hermann Helmholtz, Friedrich Vieweg und Sohn, Braunschweig 1870).

Moderne
- Geoffrey Cantor: Michael Faraday: Sandemanian and Scientist. A Study of Science and Religion in the Nineteenth Century. Macmillan, London 1991.
- Geoffrey Cantor, David Gooding, Frank A. J. L. James: Michael Faraday. Kumarian Press Inc., 1996, ISBN 978-1-57392-556-3.
- James Hamilton: A Life of Discovery: Michael Faraday, Giant of the Scientific Revolution. Random House, New York 2004, ISBN 1-4000-6016-8.
- Alan Hirshfeld The Electric Life of Michael Faraday. Raincoast Books, 2006, ISBN 978-1-55192-945-3.
- Frank A. J. L. James: Michael Faraday: A Very Short Introduction. Oxford University Press, New York 2010, ISBN 978-0-19-957431-5.
- Jost Lemmerich: Michael Faraday 1791–1867. Erforscher der Elektrizität. C. H. Beck, München 1991.
- John Meurig Thomas: Michael Faraday and the Royal Institution: The Genius of Man and Place. Adam Hilger, Bristol 1991, ISBN 0-7503-0145-7.
- Leslie Pearce Williams: Michael Faraday: A Biography. Chapman and Hall, London 1965.

### Briefwechsel
- Frank A. J. L. James (Hrsg.): The Correspondence of Michael Faraday, 6 Bände, Institution of Electrical Engineers, London 1991–2010.
  - Band 1: 1811–1831. Institution of Electrical Engineers, London 1991, ISBN 0-86341-248-3.
  - Band 2: 1832–1840. Institution of Electrical Engineers, London 1993, ISBN 0-86341-249-1.
  - Band 3: 1841–1848. Institution of Electrical Engineers, London 1996, ISBN 0-86341-250-5.
  - Band 4: 1849–1855. Institution of Electrical Engineers, London 1999, ISBN 0-86341-251-3.
  - Band 5: 1855–1860. Institution of Electrical Engineers, London 2008, ISBN 978-0-86341-823-5.
  - Band 6: 1860–1867. Institution of Electrical Engineers, London 2011, ISBN 978-0-86341-957-7.
- Georg Wilhelm August Kahlbaum, Francis Vernon Darbishire (Hrsg.): The Letters of Faraday and Schoenbein, 1836–1862: With Notes, Comments and References to Contemporary Letters. B. Schwabe, Bâle; Williams & Norgate, London 1899, Digitalisat.
- Leslie Pearce Williams (Hrsg.): The Selected Correspondence of Michael Faraday. Cambridge University Press, 1971.

### Labortagebücher
- Thomas Martin (Hrsg.) Faraday’s diary: being the various philosophical notes of experimental investigation made by Michael Faraday … during the years 1820–1862. 7 Bände, George Bell & Sons, London 1932–1936.
  - Band 1: Sept, 1820–June 11, 1832. G. Bell & Sons, London 1932.
  - Band 2: Aug 25, 1832–Feb 29, 1836. G. Bell & Sons, London 1932.
  - Band 3: May 26, 1836–Nov 9, 1839. G. Bell & Sons, London 1933.
  - Band 4: Nov 12, 1839–June 26, 1847. G. Bell & Sons, London 1933.
  - Band 5: Sept 6, 1847–Oct 17, 1851. G. Bell & Sons, London 1934.
  - Band 6: Nov 11, 1851–Nov 5, 1855. G. Bell & Sons, London 1935.
  - Band 7: Nov 24, 1855–Mar 12, 1862. G. Bell & Sons, London 1936.

### Zur Rezeption seines Werkes (Auswahl)
- Geoffrey Cantor: The scientist as a hero: public images of Michael Faraday. In: Michael Shortland, Richard R. Yeo (Hrsg.): Telling lives in science: essays on scientific biography. Cambridge University Press, 1996, ISBN 0-521-43323-1, S. 171–194.
- Geoffrey Cantor: Michael Faraday’s religion and its relation to his science. In: Endeavour. Band 22, Nummer 3, 1998, S. 121–124, doi:10.1016/S0160-9327(98)01134-X.
- Michael Faraday. In: Michael J. A. Howe: Genius Explained. Cambridge University Press, 2001, ISBN 0-521-00849-2, S. 84–107.
- Alan E. Jeffreys: Michael Faraday: A List of his Lectures and Published Writings. Chapman and Hall: London 1960.
- Alice Jenkins: Michael Faraday’s mental exercises: An artisan essay-circle in Regency London. Liverpool University Press, Liverpool 2008, ISBN 978-1-84631-140-6.
- David Keith Chalmers MacDonald: Faraday, Maxwell, and Kelvin. Science Study Series, Anchor Books, 1964.
- James Frederic Riley: The Hammer and the Anvil: A Background to Michael Faraday. Dalesman Publishing Co., Clapham 1954.
- J[ames] R[orie] (Hrsg.): Selected Exhortations Delivered to Various Churches of Christ by the Late Michael Faraday, Wm. Buchanan, John M. Baxter, and Alex Moir. John Leng and Co., Dundee 1910
- Friedrich Steinle: Die „Experimental Researches in Electricity“: Eine Übersicht. In: Experimental-Untersuchungen über Elektricität. Band 1, Harri Deutsch Verlag, 2004, ISBN 3-8171-3292-1, S. III–XXXIII.